# Lista de asteroides (183001-184000)
Esta é uma lista parcial de asteroides, do asteroide número 183001 até o 184000, inclusive. Veja também o índice com todas as listas disponíveis.

| Objeto Próximos à Terra | Cinturão de asteroides (interno) | Cinturão de asteroides (externo) | Centauro       |
| Cruzador de Marte       | Cinturão de asteroides (meio)    | Troianos de Júpiter              | Transnetuniano |

Veja mais dados de cada asteroide na ligação externa para o Minor Planet Center na última coluna.
Índice: 183001... 183101... 183201... 183301... 183401... 183501... 183601... 183701... 183801... 183901... 

## 183001–183100
| Designação | Designação | Descoberta  | Descoberta        | Descobridor(es) | Categoria | Mais informações / Referência |
| Permanente | Provisória | Data        | Local             | Descobridor(es) | Categoria | Mais informações / Referência |
| ---------- | ---------- | ----------- | ----------------- | --------------- | --------- | ----------------------------- |
| 183001     | 2002 PR49  | 10 ago 2002 | Socorro           | LINEAR          | —         | MPC                           |
| 183002     | 2002 PA55  | 9 ago 2002  | Socorro           | LINEAR          | —         | MPC                           |
| 183003     | 2002 PN55  | 9 ago 2002  | Socorro           | LINEAR          | —         | MPC                           |
| 183004     | 2002 PO55  | 9 ago 2002  | Socorro           | LINEAR          | —         | MPC                           |
| 183005     | 2002 PK58  | 10 ago 2002 | Socorro           | LINEAR          | —         | MPC                           |
| 183006     | 2002 PG59  | 10 ago 2002 | Socorro           | LINEAR          | —         | MPC                           |
| 183007     | 2002 PJ67  | 6 ago 2002  | Palomar           | NEAT            | —         | MPC                           |
| 183008     | 2002 PG79  | 11 ago 2002 | Palomar           | NEAT            | —         | MPC                           |
| 183009     | 2002 PZ83  | 10 ago 2002 | Socorro           | LINEAR          | —         | MPC                           |
| 183010     | 2002 PD85  | 10 ago 2002 | Socorro           | LINEAR          | —         | MPC                           |
| 183011     | 2002 PA88  | 12 ago 2002 | Socorro           | LINEAR          | —         | MPC                           |
| 183012     | 2002 PM88  | 12 ago 2002 | Socorro           | LINEAR          | —         | MPC                           |
| 183013     | 2002 PT90  | 12 ago 2002 | Haleakalā         | NEAT            | —         | MPC                           |
| 183014     | 2002 PG92  | 14 ago 2002 | Socorro           | LINEAR          | —         | MPC                           |
| 183015     | 2002 PT92  | 14 ago 2002 | Palomar           | NEAT            | —         | MPC                           |
| 183016     | 2002 PU93  | 11 ago 2002 | Haleakalā         | NEAT            | —         | MPC                           |
| 183017     | 2002 PV93  | 11 ago 2002 | Haleakala         | NEAT            | —         | MPC                           |
| 183018     | 2002 PQ94  | 12 ago 2002 | Haleakala         | NEAT            | —         | MPC                           |
| 183019     | 2002 PG96  | 14 ago 2002 | Socorro           | LINEAR          | —         | MPC                           |
| 183020     | 2002 PF97  | 14 ago 2002 | Socorro           | LINEAR          | —         | MPC                           |
| 183021     | 2002 PT99  | 14 ago 2002 | Socorro           | LINEAR          | —         | MPC                           |
| 183022     | 2002 PQ110 | 13 ago 2002 | Socorro           | LINEAR          | —         | MPC                           |
| 183023     | 2002 PG113 | 13 ago 2002 | Socorro           | LINEAR          | —         | MPC                           |
| 183024     | 2002 PJ122 | 14 ago 2002 | Socorro           | LINEAR          | —         | MPC                           |
| 183025     | 2002 PR122 | 14 ago 2002 | Anderson Mesa     | LONEOS          | —         | MPC                           |
| 183026     | 2002 PE125 | 14 ago 2002 | Socorro           | LINEAR          | —         | MPC                           |
| 183027     | 2002 PP127 | 14 ago 2002 | Socorro           | LINEAR          | —         | MPC                           |
| 183028     | 2002 PC140 | 13 ago 2002 | Bergisch Gladbach | W. Bickel       | —         | MPC                           |
| 183029     | 2002 PU140 | 14 ago 2002 | Siding Spring     | R. H. McNaught  | —         | MPC                           |
| 183030     | 2002 PE151 | 6 ago 2002  | Palomar           | NEAT            | —         | MPC                           |
| 183031     | 2002 PD165 | 8 ago 2002  | Palomar           | S. F. Hönig     | —         | MPC                           |
| 183032     | 2002 PD177 | 8 ago 2002  | Palomar           | NEAT            | —         | MPC                           |
| 183033     | 2002 PV179 | 8 ago 2002  | Palomar           | NEAT            | —         | MPC                           |
| 183034     | 2002 PD183 | 11 ago 2002 | Palomar           | NEAT            | —         | MPC                           |
| 183035     | 2002 QY    | 16 ago 2002 | Palomar           | NEAT            | —         | MPC                           |
| 183036     | 2002 QR17  | 27 ago 2002 | Palomar           | NEAT            | —         | MPC                           |
| 183037     | 2002 QJ22  | 27 ago 2002 | Palomar           | NEAT            | —         | MPC                           |
| 183038     | 2002 QR22  | 27 ago 2002 | Palomar           | NEAT            | —         | MPC                           |
| 183039     | 2002 QG25  | 28 ago 2002 | Palomar           | NEAT            | —         | MPC                           |
| 183040     | 2002 QP50  | 16 ago 2002 | Palomar           | A. Lowe         | —         | MPC                           |
| 183041     | 2002 QW50  | 29 ago 2002 | Palomar           | R. Matson       | —         | MPC                           |
| 183042     | 2002 QH52  | 29 ago 2002 | Palomar           | S. F. Hönig     | —         | MPC                           |
| 183043     | 2002 QY60  | 28 ago 2002 | Palomar           | NEAT            | —         | MPC                           |
| 183044     | 2002 QY63  | 30 ago 2002 | Palomar           | NEAT            | —         | MPC                           |
| 183045     | 2002 QZ63  | 20 ago 2002 | Palomar           | NEAT            | —         | MPC                           |
| 183046     | 2002 QB65  | 26 ago 2002 | Palomar           | NEAT            | —         | MPC                           |
| 183047     | 2002 QW65  | 18 ago 2002 | Palomar           | NEAT            | —         | MPC                           |
| 183048     | 2002 QM68  | 29 ago 2002 | Palomar           | NEAT            | —         | MPC                           |
| 183049     | 2002 QW69  | 27 ago 2002 | Palomar           | NEAT            | —         | MPC                           |
| 183050     | 2002 QV70  | 18 ago 2002 | Palomar           | NEAT            | —         | MPC                           |
| 183051     | 2002 QY72  | 28 ago 2002 | Palomar           | NEAT            | —         | MPC                           |
| 183052     | 2002 QR78  | 29 ago 2002 | Palomar           | NEAT            | —         | MPC                           |
| 183053     | 2002 QC87  | 16 ago 2002 | Nanchuan          | Q.-z. Ye        | —         | MPC                           |
| 183054     | 2002 QW88  | 27 ago 2002 | Palomar           | NEAT            | —         | MPC                           |
| 183055     | 2002 QM91  | 18 ago 2002 | Palomar           | NEAT            | —         | MPC                           |
| 183056     | 2002 QK93  | 19 ago 2002 | Palomar           | NEAT            | —         | MPC                           |
| 183057     | 2002 QU93  | 29 ago 2002 | Palomar           | NEAT            | —         | MPC                           |
| 183058     | 2002 QE96  | 18 ago 2002 | Palomar           | NEAT            | —         | MPC                           |
| 183059     | 2002 QF97  | 29 ago 2002 | Palomar           | NEAT            | —         | MPC                           |
| 183060     | 2002 QX102 | 17 ago 2002 | Palomar           | NEAT            | —         | MPC                           |
| 183061     | 2002 QK107 | 27 ago 2002 | Palomar           | NEAT            | —         | MPC                           |
| 183062     | 2002 QX118 | 18 ago 2002 | Palomar           | NEAT            | —         | MPC                           |
| 183063     | 2002 QE119 | 17 ago 2002 | Haleakalā         | NEAT            | —         | MPC                           |
| 183064     | 2002 QO119 | 17 ago 2002 | Palomar           | NEAT            | Mitidika  | MPC                           |
| 183065     | 2002 QT122 | 16 ago 2002 | Palomar           | NEAT            | —         | MPC                           |
| 183066     | 2002 RA6   | 1 set 2002  | Haleakalā         | NEAT            | —         | MPC                           |
| 183067     | 2002 RG13  | 4 set 2002  | Anderson Mesa     | LONEOS          | —         | MPC                           |
| 183068     | 2002 RM13  | 4 set 2002  | Anderson Mesa     | LONEOS          | Mitidika  | MPC                           |
| 183069     | 2002 RR13  | 4 set 2002  | Anderson Mesa     | LONEOS          | —         | MPC                           |
| 183070     | 2002 RV18  | 4 set 2002  | Anderson Mesa     | LONEOS          | —         | MPC                           |
| 183071     | 2002 RO21  | 4 set 2002  | Anderson Mesa     | LONEOS          | —         | MPC                           |
| 183072     | 2002 RA28  | 5 set 2002  | Socorro           | LINEAR          | —         | MPC                           |
| 183073     | 2002 RJ28  | 5 set 2002  | Socorro           | LINEAR          | —         | MPC                           |
| 183074     | 2002 RD40  | 5 set 2002  | Socorro           | LINEAR          | —         | MPC                           |
| 183075     | 2002 RE41  | 5 set 2002  | Socorro           | LINEAR          | —         | MPC                           |
| 183076     | 2002 RB46  | 5 set 2002  | Socorro           | LINEAR          | —         | MPC                           |
| 183077     | 2002 RJ46  | 5 set 2002  | Socorro           | LINEAR          | —         | MPC                           |
| 183078     | 2002 RY46  | 5 set 2002  | Socorro           | LINEAR          | —         | MPC                           |
| 183079     | 2002 RK49  | 5 set 2002  | Socorro           | LINEAR          | —         | MPC                           |
| 183080     | 2002 RA52  | 5 set 2002  | Socorro           | LINEAR          | —         | MPC                           |
| 183081     | 2002 RG52  | 5 set 2002  | Socorro           | LINEAR          | —         | MPC                           |
| 183082     | 2002 RH54  | 5 set 2002  | Socorro           | LINEAR          | —         | MPC                           |
| 183083     | 2002 RL54  | 5 set 2002  | Socorro           | LINEAR          | —         | MPC                           |
| 183084     | 2002 RY54  | 5 set 2002  | Anderson Mesa     | LONEOS          | —         | MPC                           |
| 183085     | 2002 RZ59  | 5 set 2002  | Anderson Mesa     | LONEOS          | —         | MPC                           |
| 183086     | 2002 RO72  | 5 set 2002  | Socorro           | LINEAR          | —         | MPC                           |
| 183087     | 2002 RG75  | 5 set 2002  | Socorro           | LINEAR          | —         | MPC                           |
| 183088     | 2002 RO79  | 5 set 2002  | Socorro           | LINEAR          | —         | MPC                           |
| 183089     | 2002 RA80  | 5 set 2002  | Socorro           | LINEAR          | —         | MPC                           |
| 183090     | 2002 RC81  | 5 set 2002  | Socorro           | LINEAR          | —         | MPC                           |
| 183091     | 2002 RR82  | 5 set 2002  | Socorro           | LINEAR          | —         | MPC                           |
| 183092     | 2002 RQ85  | 5 set 2002  | Socorro           | LINEAR          | Mitidika  | MPC                           |
| 183093     | 2002 RC87  | 5 set 2002  | Socorro           | LINEAR          | —         | MPC                           |
| 183094     | 2002 RF89  | 5 set 2002  | Socorro           | LINEAR          | —         | MPC                           |
| 183095     | 2002 RK98  | 5 set 2002  | Socorro           | LINEAR          | —         | MPC                           |
| 183096     | 2002 RP98  | 5 set 2002  | Socorro           | LINEAR          | —         | MPC                           |
| 183097     | 2002 RZ99  | 5 set 2002  | Socorro           | LINEAR          | —         | MPC                           |
| 183098     | 2002 RH100 | 5 set 2002  | Socorro           | LINEAR          | —         | MPC                           |
| 183099     | 2002 RJ100 | 5 set 2002  | Socorro           | LINEAR          | —         | MPC                           |
| 183100     | 2002 RT101 | 5 set 2002  | Socorro           | LINEAR          | —         | MPC                           |

## 183101–183200
| Designação      | Designação | Descoberta  | Descoberta       | Descobridor(es)     | Categoria | Mais informações / Referência |
| Permanente      | Provisória | Data        | Local            | Descobridor(es)     | Categoria | Mais informações / Referência |
| --------------- | ---------- | ----------- | ---------------- | ------------------- | --------- | ----------------------------- |
| 183101          | 2002 RO103 | 5 set 2002  | Socorro          | LINEAR              | —         | MPC                           |
| 183102          | 2002 RM110 | 6 set 2002  | Socorro          | LINEAR              | —         | MPC                           |
| 183103          | 2002 RL116 | 7 set 2002  | Socorro          | LINEAR              | —         | MPC                           |
| 183104          | 2002 RL117 | 7 set 2002  | Socorro          | LINEAR              | —         | MPC                           |
| 183105          | 2002 RH118 | 4 set 2002  | Campo Imperatore | CINEOS              | —         | MPC                           |
| 183106          | 2002 RB121 | 7 set 2002  | Socorro          | LINEAR              | —         | MPC                           |
| 183107          | 2002 RJ127 | 10 set 2002 | Palomar          | NEAT                | —         | MPC                           |
| 183108          | 2002 RZ128 | 10 set 2002 | Haleakalā        | NEAT                | —         | MPC                           |
| 183109          | 2002 RW133 | 10 set 2002 | Palomar          | NEAT                | —         | MPC                           |
| 183110          | 2002 RC136 | 11 set 2002 | Haleakalā        | NEAT                | —         | MPC                           |
| 183111          | 2002 RC137 | 13 set 2002 | Essen            | Walter Hohmann Obs. | —         | MPC                           |
| 183112          | 2002 RF137 | 12 set 2002 | Goodricke-Pigott | R. A. Tucker        | —         | MPC                           |
| 183113          | 2002 RN139 | 10 set 2002 | Palomar          | NEAT                | Juno      | MPC                           |
| 183114 Vicques  | 2002 RU140 | 13 set 2002 | Vicques          | M. Ory              | —         | MPC                           |
| 183115          | 2002 RP147 | 11 set 2002 | Palomar          | NEAT                | —         | MPC                           |
| 183116          | 2002 RJ149 | 11 set 2002 | Haleakalā        | NEAT                | —         | MPC                           |
| 183117          | 2002 RY155 | 11 set 2002 | Palomar          | NEAT                | —         | MPC                           |
| 183118          | 2002 RE157 | 11 set 2002 | Palomar          | NEAT                | —         | MPC                           |
| 183119          | 2002 RQ163 | 12 set 2002 | Palomar          | NEAT                | —         | MPC                           |
| 183120          | 2002 RX169 | 13 set 2002 | Palomar          | NEAT                | —         | MPC                           |
| 183121          | 2002 RV172 | 13 set 2002 | Palomar          | NEAT                | —         | MPC                           |
| 183122          | 2002 RX174 | 13 set 2002 | Palomar          | NEAT                | —         | MPC                           |
| 183123          | 2002 RN178 | 14 set 2002 | Palomar          | NEAT                | —         | MPC                           |
| 183124          | 2002 RU179 | 14 set 2002 | Kitt Peak        | Spacewatch          | —         | MPC                           |
| 183125          | 2002 RC182 | 11 set 2002 | Palomar          | NEAT                | —         | MPC                           |
| 183126          | 2002 RU194 | 12 set 2002 | Palomar          | NEAT                | —         | MPC                           |
| 183127          | 2002 RM200 | 13 set 2002 | Palomar          | NEAT                | —         | MPC                           |
| 183128          | 2002 RC201 | 13 set 2002 | Socorro          | LINEAR              | —         | MPC                           |
| 183129          | 2002 RO201 | 13 set 2002 | Socorro          | LINEAR              | —         | MPC                           |
| 183130          | 2002 RR201 | 13 set 2002 | Socorro          | LINEAR              | —         | MPC                           |
| 183131          | 2002 RG202 | 13 set 2002 | Palomar          | NEAT                | —         | MPC                           |
| 183132          | 2002 RS202 | 13 set 2002 | Palomar          | NEAT                | —         | MPC                           |
| 183133          | 2002 RK203 | 13 set 2002 | Haleakalā        | NEAT                | —         | MPC                           |
| 183134          | 2002 RK210 | 15 set 2002 | Kitt Peak        | Spacewatch          | —         | MPC                           |
| 183135          | 2002 RW211 | 15 set 2002 | Haleakalā        | NEAT                | —         | MPC                           |
| 183136          | 2002 RC216 | 13 set 2002 | Anderson Mesa    | LONEOS              | —         | MPC                           |
| 183137          | 2002 RW219 | 15 set 2002 | Palomar          | NEAT                | —         | MPC                           |
| 183138          | 2002 RY222 | 15 set 2002 | Haleakalā        | NEAT                | —         | MPC                           |
| 183139          | 2002 RW224 | 13 set 2002 | Haleakala        | NEAT                | —         | MPC                           |
| 183140          | 2002 RA231 | 15 set 2002 | Haleakala        | NEAT                | —         | MPC                           |
| 183141          | 2002 RW231 | 14 set 2002 | Palomar          | NEAT                | —         | MPC                           |
| 183142          | 2002 RF238 | 15 set 2002 | Palomar          | R. Matson           | —         | MPC                           |
| 183143          | 2002 RC240 | 14 set 2002 | Palomar          | R. Matson           | —         | MPC                           |
| 183144          | 2002 RZ241 | 14 set 2002 | Palomar          | R. Matson           | —         | MPC                           |
| 183145          | 2002 RV248 | 14 set 2002 | Palomar          | NEAT                | —         | MPC                           |
| 183146          | 2002 RH251 | 4 set 2002  | Palomar          | NEAT                | —         | MPC                           |
| 183147          | 2002 RB252 | 12 set 2002 | Palomar          | NEAT                | —         | MPC                           |
| 183148          | 2002 RZ253 | 14 set 2002 | Palomar          | NEAT                | —         | MPC                           |
| 183149          | 2002 RL254 | 14 set 2002 | Palomar          | NEAT                | —         | MPC                           |
| 183150          | 2002 RQ260 | 15 set 2002 | Palomar          | NEAT                | Mitidika  | MPC                           |
| 183151          | 2002 RU261 | 6 set 2002  | Socorro          | LINEAR              | —         | MPC                           |
| 183152          | 2002 RR273 | 4 set 2002  | Palomar          | NEAT                | —         | MPC                           |
| 183153          | 2002 SD1   | 26 set 2002 | Palomar          | NEAT                | —         | MPC                           |
| 183154          | 2002 SK1   | 26 set 2002 | Pla D'Arguines   | R. Ferrando         | —         | MPC                           |
| 183155          | 2002 SE3   | 27 set 2002 | Palomar          | NEAT                | —         | MPC                           |
| 183156          | 2002 SR4   | 27 set 2002 | Palomar          | NEAT                | —         | MPC                           |
| 183157          | 2002 SL7   | 27 set 2002 | Palomar          | NEAT                | —         | MPC                           |
| 183158          | 2002 SS8   | 27 set 2002 | Palomar          | NEAT                | —         | MPC                           |
| 183159          | 2002 SO10  | 27 set 2002 | Palomar          | NEAT                | —         | MPC                           |
| 183160          | 2002 SO12  | 27 set 2002 | Palomar          | NEAT                | —         | MPC                           |
| 183161          | 2002 SP14  | 27 set 2002 | Palomar          | NEAT                | —         | MPC                           |
| 183162          | 2002 SR22  | 26 set 2002 | Palomar          | NEAT                | —         | MPC                           |
| 183163          | 2002 SU22  | 26 set 2002 | Haleakalā        | NEAT                | —         | MPC                           |
| 183164          | 2002 SF23  | 27 set 2002 | Palomar          | NEAT                | —         | MPC                           |
| 183165          | 2002 SU23  | 27 set 2002 | Anderson Mesa    | LONEOS              | —         | MPC                           |
| 183166          | 2002 SF31  | 28 set 2002 | Haleakalā        | NEAT                | —         | MPC                           |
| 183167          | 2002 SA33  | 28 set 2002 | Haleakala        | NEAT                | —         | MPC                           |
| 183168          | 2002 SO34  | 29 set 2002 | Haleakala        | NEAT                | —         | MPC                           |
| 183169          | 2002 SX35  | 29 set 2002 | Haleakala        | NEAT                | —         | MPC                           |
| 183170          | 2002 SD37  | 29 set 2002 | Haleakala        | NEAT                | —         | MPC                           |
| 183171          | 2002 SN37  | 29 set 2002 | Haleakala        | NEAT                | —         | MPC                           |
| 183172          | 2002 SG39  | 30 set 2002 | Socorro          | LINEAR              | —         | MPC                           |
| 183173          | 2002 SM39  | 30 set 2002 | Socorro          | LINEAR              | —         | MPC                           |
| 183174          | 2002 SH40  | 30 set 2002 | Haleakalā        | NEAT                | —         | MPC                           |
| 183175          | 2002 SM40  | 30 set 2002 | Haleakala        | NEAT                | —         | MPC                           |
| 183176          | 2002 SV43  | 29 set 2002 | Haleakala        | NEAT                | —         | MPC                           |
| 183177          | 2002 SG47  | 30 set 2002 | Socorro          | LINEAR              | —         | MPC                           |
| 183178          | 2002 SO47  | 30 set 2002 | Socorro          | LINEAR              | —         | MPC                           |
| 183179          | 2002 SN48  | 30 set 2002 | Socorro          | LINEAR              | —         | MPC                           |
| 183180          | 2002 SQ49  | 30 set 2002 | Socorro          | LINEAR              | —         | MPC                           |
| 183181          | 2002 SH50  | 30 set 2002 | Haleakalā        | NEAT                | —         | MPC                           |
| 183182 Weinheim | 2002 SB51  | 30 set 2002 | Weinheim         | L. Kurtze           | —         | MPC                           |
| 183183          | 2002 SH51  | 16 set 2002 | Haleakalā        | NEAT                | —         | MPC                           |
| 183184          | 2002 SR54  | 30 set 2002 | Socorro          | LINEAR              | —         | MPC                           |
| 183185          | 2002 SH55  | 30 set 2002 | Socorro          | LINEAR              | —         | MPC                           |
| 183186          | 2002 SM59  | 16 set 2002 | Palomar          | NEAT                | —         | MPC                           |
| 183187          | 2002 SA65  | 16 set 2002 | Palomar          | NEAT                | —         | MPC                           |
| 183188          | 2002 SQ65  | 16 set 2002 | Palomar          | NEAT                | —         | MPC                           |
| 183189          | 2002 SY67  | 26 set 2002 | Palomar          | NEAT                | —         | MPC                           |
| 183190          | 2002 SC70  | 26 set 2002 | Palomar          | NEAT                | —         | MPC                           |
| 183191          | 2002 ST71  | 16 set 2002 | Haleakalā        | NEAT                | Phocaea   | MPC                           |
| 183192          | 2002 TR4   | 1 out 2002  | Socorro          | LINEAR              | —         | MPC                           |
| 183193          | 2002 TY4   | 1 out 2002  | Socorro          | LINEAR              | —         | MPC                           |
| 183194          | 2002 TC5   | 1 out 2002  | Socorro          | LINEAR              | —         | MPC                           |
| 183195          | 2002 TW5   | 1 out 2002  | Anderson Mesa    | LONEOS              | —         | MPC                           |
| 183196          | 2002 TN7   | 1 out 2002  | Anderson Mesa    | LONEOS              | —         | MPC                           |
| 183197          | 2002 TG10  | 2 out 2002  | Socorro          | LINEAR              | —         | MPC                           |
| 183198          | 2002 TH13  | 1 out 2002  | Anderson Mesa    | LONEOS              | —         | MPC                           |
| 183199          | 2002 TS13  | 1 out 2002  | Socorro          | LINEAR              | —         | MPC                           |
| 183200          | 2002 TP15  | 2 out 2002  | Socorro          | LINEAR              | —         | MPC                           |

## 183201–183300
| Designação         | Designação | Descoberta  | Descoberta       | Descobridor(es) | Categoria | Mais informações / Referência |
| Permanente         | Provisória | Data        | Local            | Descobridor(es) | Categoria | Mais informações / Referência |
| ------------------ | ---------- | ----------- | ---------------- | --------------- | --------- | ----------------------------- |
| 183201             | 2002 TE17  | 2 out 2002  | Socorro          | LINEAR          | —         | MPC                           |
| 183202             | 2002 TP17  | 2 out 2002  | Socorro          | LINEAR          | —         | MPC                           |
| 183203             | 2002 TS17  | 2 out 2002  | Socorro          | LINEAR          | —         | MPC                           |
| 183204             | 2002 TZ18  | 2 out 2002  | Socorro          | LINEAR          | —         | MPC                           |
| 183205             | 2002 TX19  | 2 out 2002  | Socorro          | LINEAR          | —         | MPC                           |
| 183206             | 2002 TT22  | 2 out 2002  | Socorro          | LINEAR          | —         | MPC                           |
| 183207             | 2002 TE23  | 2 out 2002  | Socorro          | LINEAR          | —         | MPC                           |
| 183208             | 2002 TR28  | 2 out 2002  | Socorro          | LINEAR          | —         | MPC                           |
| 183209             | 2002 TW28  | 2 out 2002  | Socorro          | LINEAR          | —         | MPC                           |
| 183210             | 2002 TE29  | 2 out 2002  | Socorro          | LINEAR          | Mitidika  | MPC                           |
| 183211             | 2002 TZ30  | 2 out 2002  | Socorro          | LINEAR          | —         | MPC                           |
| 183212             | 2002 TG31  | 2 out 2002  | Socorro          | LINEAR          | —         | MPC                           |
| 183213             | 2002 TE33  | 2 out 2002  | Socorro          | LINEAR          | —         | MPC                           |
| 183214             | 2002 TW34  | 2 out 2002  | Socorro          | LINEAR          | —         | MPC                           |
| 183215             | 2002 TZ34  | 2 out 2002  | Socorro          | LINEAR          | —         | MPC                           |
| 183216             | 2002 TJ36  | 2 out 2002  | Socorro          | LINEAR          | —         | MPC                           |
| 183217             | 2002 TQ36  | 2 out 2002  | Socorro          | LINEAR          | —         | MPC                           |
| 183218             | 2002 TK37  | 2 out 2002  | Socorro          | LINEAR          | —         | MPC                           |
| 183219             | 2002 TN37  | 2 out 2002  | Socorro          | LINEAR          | —         | MPC                           |
| 183220             | 2002 TJ39  | 2 out 2002  | Socorro          | LINEAR          | —         | MPC                           |
| 183221             | 2002 TQ39  | 2 out 2002  | Socorro          | LINEAR          | —         | MPC                           |
| 183222             | 2002 TN41  | 2 out 2002  | Socorro          | LINEAR          | —         | MPC                           |
| 183223             | 2002 TS43  | 2 out 2002  | Socorro          | LINEAR          | —         | MPC                           |
| 183224             | 2002 TT43  | 2 out 2002  | Socorro          | LINEAR          | —         | MPC                           |
| 183225             | 2002 TX44  | 2 out 2002  | Socorro          | LINEAR          | —         | MPC                           |
| 183226             | 2002 TW47  | 2 out 2002  | Socorro          | LINEAR          | —         | MPC                           |
| 183227             | 2002 TY47  | 2 out 2002  | Socorro          | LINEAR          | —         | MPC                           |
| 183228             | 2002 TT48  | 2 out 2002  | Socorro          | LINEAR          | —         | MPC                           |
| 183229             | 2002 TD57  | 1 out 2002  | Anderson Mesa    | LONEOS          | —         | MPC                           |
| 183230             | 2002 TC58  | 4 out 2002  | Socorro          | LINEAR          | —         | MPC                           |
| 183231             | 2002 TJ70  | 2 out 2002  | Campo Imperatore | CINEOS          | —         | MPC                           |
| 183232             | 2002 TQ70  | 3 out 2002  | Palomar          | NEAT            | —         | MPC                           |
| 183233             | 2002 TD72  | 3 out 2002  | Palomar          | NEAT            | —         | MPC                           |
| 183234             | 2002 TC73  | 3 out 2002  | Palomar          | NEAT            | —         | MPC                           |
| 183235             | 2002 TZ78  | 1 out 2002  | Socorro          | LINEAR          | —         | MPC                           |
| 183236             | 2002 TQ81  | 1 out 2002  | Haleakalā        | NEAT            | —         | MPC                           |
| 183237             | 2002 TR82  | 2 out 2002  | Socorro          | LINEAR          | —         | MPC                           |
| 183238             | 2002 TF85  | 2 out 2002  | Haleakalā        | NEAT            | —         | MPC                           |
| 183239             | 2002 TS90  | 3 out 2002  | Palomar          | NEAT            | —         | MPC                           |
| 183240             | 2002 TG96  | 3 out 2002  | Palomar          | NEAT            | —         | MPC                           |
| 183241             | 2002 TV98  | 3 out 2002  | Socorro          | LINEAR          | —         | MPC                           |
| 183242             | 2002 TT107 | 4 out 2002  | Socorro          | LINEAR          | —         | MPC                           |
| 183243             | 2002 TV108 | 1 out 2002  | Haleakalā        | NEAT            | —         | MPC                           |
| 183244             | 2002 TM111 | 3 out 2002  | Kitt Peak        | Spacewatch      | —         | MPC                           |
| 183245             | 2002 TY111 | 3 out 2002  | Socorro          | LINEAR          | —         | MPC                           |
| 183246             | 2002 TT121 | 3 out 2002  | Palomar          | NEAT            | —         | MPC                           |
| 183247             | 2002 TB124 | 4 out 2002  | Palomar          | NEAT            | —         | MPC                           |
| 183248             | 2002 TU125 | 4 out 2002  | Socorro          | LINEAR          | —         | MPC                           |
| 183249             | 2002 TG131 | 4 out 2002  | Socorro          | LINEAR          | —         | MPC                           |
| 183250             | 2002 TN131 | 4 out 2002  | Socorro          | LINEAR          | —         | MPC                           |
| 183251             | 2002 TE134 | 4 out 2002  | Palomar          | NEAT            | —         | MPC                           |
| 183252             | 2002 TS155 | 5 out 2002  | Palomar          | NEAT            | —         | MPC                           |
| 183253             | 2002 TJ163 | 5 out 2002  | Palomar          | NEAT            | —         | MPC                           |
| 183254             | 2002 TK166 | 3 out 2002  | Socorro          | LINEAR          | —         | MPC                           |
| 183255             | 2002 TX168 | 3 out 2002  | Palomar          | NEAT            | —         | MPC                           |
| 183256             | 2002 TL174 | 4 out 2002  | Socorro          | LINEAR          | —         | MPC                           |
| 183257             | 2002 TA185 | 4 out 2002  | Socorro          | LINEAR          | —         | MPC                           |
| 183258             | 2002 TT195 | 3 out 2002  | Socorro          | LINEAR          | —         | MPC                           |
| 183259             | 2002 TT196 | 4 out 2002  | Socorro          | LINEAR          | —         | MPC                           |
| 183260             | 2002 TB208 | 4 out 2002  | Socorro          | LINEAR          | Pallas    | MPC                           |
| 183261             | 2002 TE208 | 4 out 2002  | Socorro          | LINEAR          | —         | MPC                           |
| 183262             | 2002 TS209 | 6 out 2002  | Haleakalā        | NEAT            | —         | MPC                           |
| 183263             | 2002 TG215 | 4 out 2002  | Socorro          | LINEAR          | —         | MPC                           |
| 183264             | 2002 TH220 | 5 out 2002  | Campo Imperatore | CINEOS          | —         | MPC                           |
| 183265             | 2002 TR223 | 7 out 2002  | Anderson Mesa    | LONEOS          | —         | MPC                           |
| 183266             | 2002 TJ225 | 8 out 2002  | Anderson Mesa    | LONEOS          | —         | MPC                           |
| 183267             | 2002 TW225 | 8 out 2002  | Anderson Mesa    | LONEOS          | —         | MPC                           |
| 183268             | 2002 TE227 | 8 out 2002  | Anderson Mesa    | LONEOS          | —         | MPC                           |
| 183269             | 2002 TB241 | 7 out 2002  | Socorro          | LINEAR          | Mitidika  | MPC                           |
| 183270             | 2002 TC241 | 7 out 2002  | Socorro          | LINEAR          | —         | MPC                           |
| 183271             | 2002 TL248 | 7 out 2002  | Palomar          | NEAT            | —         | MPC                           |
| 183272             | 2002 TS251 | 8 out 2002  | Anderson Mesa    | LONEOS          | —         | MPC                           |
| 183273             | 2002 TP258 | 9 out 2002  | Socorro          | LINEAR          | —         | MPC                           |
| 183274             | 2002 TS258 | 9 out 2002  | Socorro          | LINEAR          | —         | MPC                           |
| 183275             | 2002 TE260 | 9 out 2002  | Socorro          | LINEAR          | —         | MPC                           |
| 183276             | 2002 TT260 | 9 out 2002  | Socorro          | LINEAR          | —         | MPC                           |
| 183277             | 2002 TV261 | 10 out 2002 | Palomar          | NEAT            | —         | MPC                           |
| 183278             | 2002 TP270 | 9 out 2002  | Socorro          | LINEAR          | —         | MPC                           |
| 183279             | 2002 TG271 | 9 out 2002  | Socorro          | LINEAR          | —         | MPC                           |
| 183280             | 2002 TT274 | 9 out 2002  | Socorro          | LINEAR          | —         | MPC                           |
| 183281             | 2002 TC278 | 10 out 2002 | Socorro          | LINEAR          | —         | MPC                           |
| 183282             | 2002 TM283 | 10 out 2002 | Socorro          | LINEAR          | —         | MPC                           |
| 183283             | 2002 TY287 | 10 out 2002 | Socorro          | LINEAR          | —         | MPC                           |
| 183284             | 2002 TU294 | 10 out 2002 | Socorro          | LINEAR          | —         | MPC                           |
| 183285             | 2002 TD298 | 12 out 2002 | Socorro          | LINEAR          | —         | MPC                           |
| 183286             | 2002 TP304 | 4 out 2002  | Apache Point     | SDSS            | —         | MPC                           |
| 183287 Deisenstein | 2002 TJ318 | 5 out 2002  | Apache Point     | SDSS            | —         | MPC                           |
| 183288 Eyer        | 2002 TH331 | 5 out 2002  | Apache Point     | SDSS            | —         | MPC                           |
| 183289             | 2002 TR345 | 5 out 2002  | Apache Point     | SDSS            | —         | MPC                           |
| 183290             | 2002 TP375 | 3 out 2002  | Socorro          | LINEAR          | —         | MPC                           |
| 183291             | 2002 TC376 | 10 out 2002 | Apache Point     | SDSS            | —         | MPC                           |
| 183292             | 2002 TK376 | 6 out 2002  | Socorro          | LINEAR          | —         | MPC                           |
| 183293             | 2002 TD378 | 15 out 2002 | Palomar          | NEAT            | —         | MPC                           |
| 183294 Langbroek   | 2002 TB382 | 9 out 2002  | Palomar          | NEAT            | —         | MPC                           |
| 183295             | 2002 UJ    | 19 out 2002 | Palomar          | NEAT            | —         | MPC                           |
| 183296             | 2002 UX2   | 28 out 2002 | Socorro          | LINEAR          | —         | MPC                           |
| 183297             | 2002 UZ5   | 28 out 2002 | Palomar          | NEAT            | —         | MPC                           |
| 183298             | 2002 UB14  | 29 out 2002 | Palomar          | NEAT            | Phocaea   | MPC                           |
| 183299             | 2002 UD19  | 30 out 2002 | Haleakalā        | NEAT            | —         | MPC                           |
| 183300             | 2002 UH19  | 30 out 2002 | Haleakala        | NEAT            | —         | MPC                           |

## 183301–183400
| Designação         | Designação | Descoberta  | Descoberta    | Descobridor(es) | Categoria | Mais informações / Referência |
| Permanente         | Provisória | Data        | Local         | Descobridor(es) | Categoria | Mais informações / Referência |
| ------------------ | ---------- | ----------- | ------------- | --------------- | --------- | ----------------------------- |
| 183301             | 2002 UN20  | 28 out 2002 | Haleakala     | NEAT            | —         | MPC                           |
| 183302             | 2002 UB26  | 30 out 2002 | Palomar       | NEAT            | —         | MPC                           |
| 183303             | 2002 UU33  | 31 out 2002 | Palomar       | NEAT            | —         | MPC                           |
| 183304             | 2002 UZ37  | 31 out 2002 | Palomar       | NEAT            | —         | MPC                           |
| 183305             | 2002 UR41  | 31 out 2002 | Palomar       | NEAT            | —         | MPC                           |
| 183306             | 2002 UM48  | 31 out 2002 | Socorro       | LINEAR          | —         | MPC                           |
| 183307             | 2002 UZ55  | 29 out 2002 | Apache Point  | SDSS            | —         | MPC                           |
| 183308             | 2002 UR72  | 25 out 2002 | Palomar       | NEAT            | —         | MPC                           |
| 183309             | 2002 VQ    | 2 nov 2002  | Wrightwood    | J. W. Young     | —         | MPC                           |
| 183310             | 2002 VK6   | 5 nov 2002  | La Palma      | La Palma Obs.   | —         | MPC                           |
| 183311             | 2002 VV9   | 1 nov 2002  | Palomar       | NEAT            | —         | MPC                           |
| 183312             | 2002 VD10  | 1 nov 2002  | Palomar       | NEAT            | —         | MPC                           |
| 183313             | 2002 VH14  | 5 nov 2002  | Anderson Mesa | LONEOS          | —         | MPC                           |
| 183314             | 2002 VJ18  | 2 nov 2002  | Haleakalā     | NEAT            | —         | MPC                           |
| 183315             | 2002 VS21  | 5 nov 2002  | Socorro       | LINEAR          | —         | MPC                           |
| 183316             | 2002 VP27  | 5 nov 2002  | Anderson Mesa | LONEOS          | —         | MPC                           |
| 183317             | 2002 VY27  | 5 nov 2002  | Anderson Mesa | LONEOS          | —         | MPC                           |
| 183318             | 2002 VH34  | 5 nov 2002  | Socorro       | LINEAR          | —         | MPC                           |
| 183319             | 2002 VT41  | 5 nov 2002  | Palomar       | NEAT            | —         | MPC                           |
| 183320             | 2002 VE42  | 5 nov 2002  | Palomar       | NEAT            | —         | MPC                           |
| 183321             | 2002 VE44  | 4 nov 2002  | Haleakalā     | NEAT            | —         | MPC                           |
| 183322             | 2002 VO49  | 5 nov 2002  | Anderson Mesa | LONEOS          | —         | MPC                           |
| 183323             | 2002 VV50  | 6 nov 2002  | Anderson Mesa | LONEOS          | —         | MPC                           |
| 183324             | 2002 VK51  | 6 nov 2002  | Anderson Mesa | LONEOS          | —         | MPC                           |
| 183325             | 2002 VQ51  | 6 nov 2002  | Anderson Mesa | LONEOS          | —         | MPC                           |
| 183326             | 2002 VK52  | 6 nov 2002  | Anderson Mesa | LONEOS          | —         | MPC                           |
| 183327             | 2002 VP52  | 6 nov 2002  | Anderson Mesa | LONEOS          | —         | MPC                           |
| 183328             | 2002 VY55  | 6 nov 2002  | Socorro       | LINEAR          | —         | MPC                           |
| 183329             | 2002 VA56  | 6 nov 2002  | Anderson Mesa | LONEOS          | —         | MPC                           |
| 183330             | 2002 VC67  | 6 nov 2002  | Haleakalā     | NEAT            | —         | MPC                           |
| 183331             | 2002 VF67  | 6 nov 2002  | Haleakala     | NEAT            | —         | MPC                           |
| 183332             | 2002 VR72  | 7 nov 2002  | Socorro       | LINEAR          | —         | MPC                           |
| 183333             | 2002 VB77  | 7 nov 2002  | Socorro       | LINEAR          | —         | MPC                           |
| 183334             | 2002 VR77  | 7 nov 2002  | Socorro       | LINEAR          | —         | MPC                           |
| 183335             | 2002 VQ80  | 7 nov 2002  | Socorro       | LINEAR          | —         | MPC                           |
| 183336             | 2002 VQ81  | 7 nov 2002  | Socorro       | LINEAR          | —         | MPC                           |
| 183337             | 2002 VX82  | 7 nov 2002  | Socorro       | LINEAR          | —         | MPC                           |
| 183338             | 2002 VM83  | 7 nov 2002  | Socorro       | LINEAR          | —         | MPC                           |
| 183339             | 2002 VV86  | 8 nov 2002  | Socorro       | LINEAR          | —         | MPC                           |
| 183340             | 2002 VC87  | 8 nov 2002  | Socorro       | LINEAR          | —         | MPC                           |
| 183341             | 2002 VQ89  | 11 nov 2002 | Palomar       | NEAT            | —         | MPC                           |
| 183342             | 2002 VF90  | 11 nov 2002 | Socorro       | LINEAR          | —         | MPC                           |
| 183343             | 2002 VN92  | 11 nov 2002 | Socorro       | LINEAR          | —         | MPC                           |
| 183344             | 2002 VE93  | 11 nov 2002 | Socorro       | LINEAR          | —         | MPC                           |
| 183345             | 2002 VB100 | 10 nov 2002 | Socorro       | LINEAR          | —         | MPC                           |
| 183346             | 2002 VH104 | 12 nov 2002 | Socorro       | LINEAR          | —         | MPC                           |
| 183347             | 2002 VJ108 | 12 nov 2002 | Socorro       | LINEAR          | —         | MPC                           |
| 183348             | 2002 VE109 | 12 nov 2002 | Socorro       | LINEAR          | —         | MPC                           |
| 183349             | 2002 VZ109 | 12 nov 2002 | Socorro       | LINEAR          | —         | MPC                           |
| 183350             | 2002 VC110 | 12 nov 2002 | Palomar       | NEAT            | —         | MPC                           |
| 183351             | 2002 VP111 | 13 nov 2002 | Palomar       | NEAT            | —         | MPC                           |
| 183352             | 2002 VG114 | 13 nov 2002 | Palomar       | NEAT            | —         | MPC                           |
| 183353             | 2002 VQ119 | 12 nov 2002 | Socorro       | LINEAR          | —         | MPC                           |
| 183354             | 2002 VW119 | 12 nov 2002 | Socorro       | LINEAR          | —         | MPC                           |
| 183355             | 2002 VS122 | 13 nov 2002 | Palomar       | NEAT            | —         | MPC                           |
| 183356             | 2002 VH124 | 6 nov 2002  | Kingsnake     | J. V. McClusky  | —         | MPC                           |
| 183357 Rickshelton | 2002 VT129 | 9 nov 2002  | Kitt Peak     | M. W. Buie      | —         | MPC                           |
| 183358             | 2002 VM131 | 13 nov 2002 | Palomar       | S. F. Hönig     | —         | MPC                           |
| 183359             | 2002 VS134 | 6 nov 2002  | Socorro       | LINEAR          | —         | MPC                           |
| 183360             | 2002 VN140 | 13 nov 2002 | Palomar       | NEAT            | —         | MPC                           |
| 183361             | 2002 VO141 | 6 nov 2002  | Palomar       | NEAT            | —         | MPC                           |
| 183362             | 2002 WB13  | 28 nov 2002 | Anderson Mesa | LONEOS          | —         | MPC                           |
| 183363             | 2002 WC13  | 28 nov 2002 | Anderson Mesa | LONEOS          | —         | MPC                           |
| 183364             | 2002 WT16  | 28 nov 2002 | Haleakalā     | NEAT            | —         | MPC                           |
| 183365             | 2002 WK20  | 24 nov 2002 | Palomar       | S. F. Hönig     | —         | MPC                           |
| 183366             | 2002 WU22  | 24 nov 2002 | Palomar       | NEAT            | —         | MPC                           |
| 183367             | 2002 XJ    | 1 dez 2002  | Socorro       | LINEAR          | Mitidika  | MPC                           |
| 183368             | 2002 XD7   | 2 dez 2002  | Socorro       | LINEAR          | —         | MPC                           |
| 183369             | 2002 XZ15  | 3 dez 2002  | Palomar       | NEAT            | —         | MPC                           |
| 183370             | 2002 XE17  | 3 dez 2002  | Palomar       | NEAT            | —         | MPC                           |
| 183371             | 2002 XP20  | 2 dez 2002  | Socorro       | LINEAR          | —         | MPC                           |
| 183372             | 2002 XZ21  | 2 dez 2002  | Socorro       | LINEAR          | —         | MPC                           |
| 183373             | 2002 XO22  | 3 dez 2002  | Palomar       | NEAT            | —         | MPC                           |
| 183374             | 2002 XC25  | 5 dez 2002  | Socorro       | LINEAR          | —         | MPC                           |
| 183375             | 2002 XT29  | 5 dez 2002  | Palomar       | NEAT            | —         | MPC                           |
| 183376             | 2002 XM30  | 6 dez 2002  | Socorro       | LINEAR          | —         | MPC                           |
| 183377             | 2002 XM31  | 6 dez 2002  | Socorro       | LINEAR          | —         | MPC                           |
| 183378             | 2002 XG37  | 7 dez 2002  | Socorro       | LINEAR          | —         | MPC                           |
| 183379             | 2002 XL44  | 7 dez 2002  | Emerald Lane  | L. Ball         | —         | MPC                           |
| 183380             | 2002 XP48  | 10 dez 2002 | Socorro       | LINEAR          | —         | MPC                           |
| 183381             | 2002 XC49  | 10 dez 2002 | Socorro       | LINEAR          | —         | MPC                           |
| 183382             | 2002 XJ51  | 10 dez 2002 | Socorro       | LINEAR          | —         | MPC                           |
| 183383             | 2002 XM54  | 10 dez 2002 | Palomar       | NEAT            | —         | MPC                           |
| 183384             | 2002 XD55  | 10 dez 2002 | Palomar       | NEAT            | —         | MPC                           |
| 183385             | 2002 XN58  | 11 dez 2002 | Socorro       | LINEAR          | —         | MPC                           |
| 183386             | 2002 XR59  | 10 dez 2002 | Socorro       | LINEAR          | —         | MPC                           |
| 183387             | 2002 XE60  | 10 dez 2002 | Socorro       | LINEAR          | Mitidika  | MPC                           |
| 183388             | 2002 XL60  | 10 dez 2002 | Socorro       | LINEAR          | —         | MPC                           |
| 183389             | 2002 XD63  | 11 dez 2002 | Socorro       | LINEAR          | —         | MPC                           |
| 183390             | 2002 XX66  | 10 dez 2002 | Socorro       | LINEAR          | —         | MPC                           |
| 183391             | 2002 XG72  | 11 dez 2002 | Socorro       | LINEAR          | —         | MPC                           |
| 183392             | 2002 XU72  | 11 dez 2002 | Socorro       | LINEAR          | —         | MPC                           |
| 183393             | 2002 XJ73  | 11 dez 2002 | Socorro       | LINEAR          | —         | MPC                           |
| 183394             | 2002 XH75  | 11 dez 2002 | Socorro       | LINEAR          | —         | MPC                           |
| 183395             | 2002 XT76  | 11 dez 2002 | Socorro       | LINEAR          | —         | MPC                           |
| 183396             | 2002 XZ76  | 11 dez 2002 | Socorro       | LINEAR          | Brangane  | MPC                           |
| 183397             | 2002 XT80  | 11 dez 2002 | Socorro       | LINEAR          | —         | MPC                           |
| 183398             | 2002 XS91  | 4 dez 2002  | Kitt Peak     | M. W. Buie      | —         | MPC                           |
| 183399             | 2002 XQ93  | 6 dez 2002  | Kitt Peak     | M. W. Buie      | —         | MPC                           |
| 183400             | 2002 XJ101 | 5 dez 2002  | Socorro       | LINEAR          | —         | MPC                           |

## 183401–183500
| Designação | Designação | Descoberta  | Descoberta        | Descobridor(es)        | Categoria | Mais informações / Referência |
| Permanente | Provisória | Data        | Local             | Descobridor(es)        | Categoria | Mais informações / Referência |
| ---------- | ---------- | ----------- | ----------------- | ---------------------- | --------- | ----------------------------- |
| 183401     | 2002 XM109 | 6 dez 2002  | Socorro           | LINEAR                 | —         | MPC                           |
| 183402     | 2002 XY111 | 6 dez 2002  | Socorro           | LINEAR                 | —         | MPC                           |
| 183403 Gal | 2002 XW115 | 11 dez 2002 | Apache Point      | SDSS                   | Brangane  | MPC                           |
| 183404     | 2002 YO    | 27 dez 2002 | Anderson Mesa     | LONEOS                 | —         | MPC                           |
| 183405     | 2002 YE4   | 30 dez 2002 | Nogales           | Tenagra II Obs.        | Themis    | MPC                           |
| 183406     | 2002 YK6   | 28 dez 2002 | Anderson Mesa     | LONEOS                 | —         | MPC                           |
| 183407     | 2002 YU6   | 28 dez 2002 | Anderson Mesa     | LONEOS                 | —         | MPC                           |
| 183408     | 2002 YM8   | 31 dez 2002 | Socorro           | LINEAR                 | —         | MPC                           |
| 183409     | 2002 YV13  | 31 dez 2002 | Socorro           | LINEAR                 | Eos       | MPC                           |
| 183410     | 2002 YS17  | 31 dez 2002 | Socorro           | LINEAR                 | —         | MPC                           |
| 183411     | 2002 YA19  | 31 dez 2002 | Socorro           | LINEAR                 | —         | MPC                           |
| 183412     | 2002 YF20  | 31 dez 2002 | Socorro           | LINEAR                 | —         | MPC                           |
| 183413     | 2002 YN20  | 31 dez 2002 | Socorro           | LINEAR                 | —         | MPC                           |
| 183414     | 2002 YY29  | 31 dez 2002 | Socorro           | LINEAR                 | —         | MPC                           |
| 183415     | 2003 AH2   | 2 jan 2003  | Socorro           | LINEAR                 | Eos       | MPC                           |
| 183416     | 2003 AD5   | 1 jan 2003  | Socorro           | LINEAR                 | —         | MPC                           |
| 183417     | 2003 AE5   | 1 jan 2003  | Socorro           | LINEAR                 | —         | MPC                           |
| 183418     | 2003 AY6   | 2 jan 2003  | Socorro           | LINEAR                 | Brangane  | MPC                           |
| 183419     | 2003 AC12  | 1 jan 2003  | Socorro           | LINEAR                 | —         | MPC                           |
| 183420     | 2003 AU14  | 2 jan 2003  | Anderson Mesa     | LONEOS                 | —         | MPC                           |
| 183421     | 2003 AX17  | 5 jan 2003  | Anderson Mesa     | LONEOS                 | —         | MPC                           |
| 183422     | 2003 AF20  | 5 jan 2003  | Socorro           | LINEAR                 | —         | MPC                           |
| 183423     | 2003 AR20  | 5 jan 2003  | Socorro           | LINEAR                 | —         | MPC                           |
| 183424     | 2003 AC22  | 5 jan 2003  | Socorro           | LINEAR                 | —         | MPC                           |
| 183425     | 2003 AL23  | 4 jan 2003  | Socorro           | LINEAR                 | —         | MPC                           |
| 183426     | 2003 AM24  | 4 jan 2003  | Socorro           | LINEAR                 | Phocaea   | MPC                           |
| 183427     | 2003 AD25  | 4 jan 2003  | Socorro           | LINEAR                 | —         | MPC                           |
| 183428     | 2003 AD29  | 4 jan 2003  | Socorro           | LINEAR                 | —         | MPC                           |
| 183429     | 2003 AW35  | 7 jan 2003  | Socorro           | LINEAR                 | —         | MPC                           |
| 183430     | 2003 AG55  | 5 jan 2003  | Socorro           | LINEAR                 | —         | MPC                           |
| 183431     | 2003 AA58  | 5 jan 2003  | Socorro           | LINEAR                 | —         | MPC                           |
| 183432     | 2003 AH61  | 7 jan 2003  | Socorro           | LINEAR                 | —         | MPC                           |
| 183433     | 2003 AT62  | 8 jan 2003  | Socorro           | LINEAR                 | —         | MPC                           |
| 183434     | 2003 AL63  | 8 jan 2003  | Socorro           | LINEAR                 | —         | MPC                           |
| 183435     | 2003 AB65  | 7 jan 2003  | Socorro           | LINEAR                 | —         | MPC                           |
| 183436     | 2003 AH65  | 7 jan 2003  | Socorro           | LINEAR                 | —         | MPC                           |
| 183437     | 2003 AK65  | 7 jan 2003  | Socorro           | LINEAR                 | —         | MPC                           |
| 183438     | 2003 AF68  | 8 jan 2003  | Socorro           | LINEAR                 | —         | MPC                           |
| 183439     | 2003 AC72  | 10 jan 2003 | Socorro           | LINEAR                 | —         | MPC                           |
| 183440     | 2003 AW82  | 8 jan 2003  | Bergisch Gladbach | W. Bickel              | —         | MPC                           |
| 183441     | 2003 AK84  | 11 jan 2003 | Goodricke-Pigott  | R. A. Tucker           | —         | MPC                           |
| 183442     | 2003 AL90  | 5 jan 2003  | Socorro           | LINEAR                 | —         | MPC                           |
| 183443     | 2003 AZ91  | 7 jan 2003  | Socorro           | LINEAR                 | —         | MPC                           |
| 183444     | 2003 AN94  | 10 jan 2003 | Socorro           | LINEAR                 | —         | MPC                           |
| 183445     | 2003 BE3   | 24 jan 2003 | La Silla          | A. Boattini, H. Scholl | —         | MPC                           |
| 183446     | 2003 BT7   | 26 jan 2003 | Kitt Peak         | Spacewatch             | —         | MPC                           |
| 183447     | 2003 BV8   | 26 jan 2003 | Anderson Mesa     | LONEOS                 | —         | MPC                           |
| 183448     | 2003 BY10  | 26 jan 2003 | Anderson Mesa     | LONEOS                 | —         | MPC                           |
| 183449     | 2003 BU12  | 26 jan 2003 | Haleakalā         | NEAT                   | —         | MPC                           |
| 183450     | 2003 BL18  | 27 jan 2003 | Socorro           | LINEAR                 | —         | MPC                           |
| 183451     | 2003 BV18  | 26 jan 2003 | Palomar           | NEAT                   | Phocaea   | MPC                           |
| 183452     | 2003 BF20  | 27 jan 2003 | Anderson Mesa     | LONEOS                 | —         | MPC                           |
| 183453     | 2003 BK22  | 25 jan 2003 | Palomar           | NEAT                   | —         | MPC                           |
| 183454     | 2003 BK24  | 25 jan 2003 | Palomar           | NEAT                   | —         | MPC                           |
| 183455     | 2003 BO30  | 27 jan 2003 | Socorro           | LINEAR                 | —         | MPC                           |
| 183456     | 2003 BY33  | 25 jan 2003 | Palomar           | NEAT                   | —         | MPC                           |
| 183457     | 2003 BC35  | 27 jan 2003 | Socorro           | LINEAR                 | —         | MPC                           |
| 183458     | 2003 BU42  | 29 jan 2003 | Palomar           | NEAT                   | —         | MPC                           |
| 183459     | 2003 BL46  | 29 jan 2003 | Socorro           | LINEAR                 | —         | MPC                           |
| 183460     | 2003 BT52  | 27 jan 2003 | Anderson Mesa     | LONEOS                 | —         | MPC                           |
| 183461     | 2003 BU54  | 27 jan 2003 | Palomar           | NEAT                   | —         | MPC                           |
| 183462     | 2003 BM56  | 28 jan 2003 | Haleakalā         | NEAT                   | —         | MPC                           |
| 183463     | 2003 BH60  | 27 jan 2003 | Haleakala         | NEAT                   | —         | MPC                           |
| 183464     | 2003 BO60  | 27 jan 2003 | Palomar           | NEAT                   | —         | MPC                           |
| 183465     | 2003 BL72  | 28 jan 2003 | Palomar           | NEAT                   | —         | MPC                           |
| 183466     | 2003 BE74  | 29 jan 2003 | Palomar           | NEAT                   | —         | MPC                           |
| 183467     | 2003 BP75  | 29 jan 2003 | Palomar           | NEAT                   | —         | MPC                           |
| 183468     | 2003 BQ76  | 29 jan 2003 | Palomar           | NEAT                   | —         | MPC                           |
| 183469     | 2003 BF81  | 31 jan 2003 | Socorro           | LINEAR                 | —         | MPC                           |
| 183470     | 2003 BH82  | 31 jan 2003 | Socorro           | LINEAR                 | —         | MPC                           |
| 183471     | 2003 BM86  | 25 jan 2003 | Anderson Mesa     | LONEOS                 | —         | MPC                           |
| 183472     | 2003 BV87  | 27 jan 2003 | Socorro           | LINEAR                 | —         | MPC                           |
| 183473     | 2003 BD88  | 27 jan 2003 | Socorro           | LINEAR                 | —         | MPC                           |
| 183474     | 2003 CB1   | 1 fev 2003  | Socorro           | LINEAR                 | —         | MPC                           |
| 183475     | 2003 CK2   | 1 fev 2003  | Socorro           | LINEAR                 | —         | MPC                           |
| 183476     | 2003 CR13  | 4 fev 2003  | Anderson Mesa     | LONEOS                 | —         | MPC                           |
| 183477     | 2003 CD18  | 8 fev 2003  | Socorro           | LINEAR                 | —         | MPC                           |
| 183478     | 2003 CR19  | 7 fev 2003  | Palomar           | NEAT                   | —         | MPC                           |
| 183479     | 2003 DL5   | 19 fev 2003 | Palomar           | NEAT                   | —         | MPC                           |
| 183480     | 2003 DP5   | 19 fev 2003 | Palomar           | NEAT                   | —         | MPC                           |
| 183481     | 2003 DR5   | 19 fev 2003 | Palomar           | NEAT                   | —         | MPC                           |
| 183482     | 2003 DE12  | 25 fev 2003 | Campo Imperatore  | CINEOS                 | —         | MPC                           |
| 183483     | 2003 DS12  | 26 fev 2003 | Campo Imperatore  | CINEOS                 | —         | MPC                           |
| 183484     | 2003 DZ14  | 25 fev 2003 | Campo Imperatore  | CINEOS                 | —         | MPC                           |
| 183485     | 2003 DY18  | 21 fev 2003 | Palomar           | NEAT                   | —         | MPC                           |
| 183486     | 2003 DX21  | 28 fev 2003 | Socorro           | LINEAR                 | —         | MPC                           |
| 183487     | 2003 ES3   | 6 mar 2003  | Palomar           | NEAT                   | —         | MPC                           |
| 183488     | 2003 ET6   | 6 mar 2003  | Anderson Mesa     | LONEOS                 | —         | MPC                           |
| 183489     | 2003 EJ18  | 6 mar 2003  | Anderson Mesa     | LONEOS                 | —         | MPC                           |
| 183490     | 2003 EQ18  | 6 mar 2003  | Anderson Mesa     | LONEOS                 | —         | MPC                           |
| 183491     | 2003 EU21  | 6 mar 2003  | Socorro           | LINEAR                 | Ursula    | MPC                           |
| 183492     | 2003 EH25  | 6 mar 2003  | Anderson Mesa     | LONEOS                 | —         | MPC                           |
| 183493     | 2003 EB29  | 6 mar 2003  | Socorro           | LINEAR                 | —         | MPC                           |
| 183494     | 2003 EM35  | 7 mar 2003  | Socorro           | LINEAR                 | —         | MPC                           |
| 183495     | 2003 EK37  | 8 mar 2003  | Anderson Mesa     | LONEOS                 | —         | MPC                           |
| 183496     | 2003 EF38  | 8 mar 2003  | Anderson Mesa     | LONEOS                 | —         | MPC                           |
| 183497     | 2003 EH46  | 7 mar 2003  | Anderson Mesa     | LONEOS                 | —         | MPC                           |
| 183498     | 2003 EN47  | 9 mar 2003  | Socorro           | LINEAR                 | —         | MPC                           |
| 183499     | 2003 ES61  | 6 mar 2003  | Socorro           | LINEAR                 | —         | MPC                           |
| 183500     | 2003 FV2   | 24 mar 2003 | Haleakalā         | NEAT                   | —         | MPC                           |

## 183501–183600
| Designação     | Designação | Descoberta  | Descoberta       | Descobridor(es)              | Categoria | Mais informações / Referência |
| Permanente     | Provisória | Data        | Local            | Descobridor(es)              | Categoria | Mais informações / Referência |
| -------------- | ---------- | ----------- | ---------------- | ---------------------------- | --------- | ----------------------------- |
| 183501         | 2003 FU4   | 25 mar 2003 | Wrightwood       | J. W. Young                  | —         | MPC                           |
| 183502         | 2003 FM8   | 30 mar 2003 | Socorro          | LINEAR                       | Juno      | MPC                           |
| 183503         | 2003 FP12  | 22 mar 2003 | Kvistaberg       | UDAS                         | Brangane  | MPC                           |
| 183504         | 2003 FP15  | 23 mar 2003 | Kitt Peak        | Spacewatch                   | —         | MPC                           |
| 183505         | 2003 FY25  | 24 mar 2003 | Kitt Peak        | Spacewatch                   | —         | MPC                           |
| 183506         | 2003 FP33  | 23 mar 2003 | Kitt Peak        | Spacewatch                   | Brangane  | MPC                           |
| 183507         | 2003 FC36  | 23 mar 2003 | Kitt Peak        | Spacewatch                   | —         | MPC                           |
| 183508         | 2003 FE36  | 23 mar 2003 | Kitt Peak        | Spacewatch                   | —         | MPC                           |
| 183509         | 2003 FZ40  | 25 mar 2003 | Palomar          | NEAT                         | —         | MPC                           |
| 183510         | 2003 FJ41  | 25 mar 2003 | Palomar          | NEAT                         | —         | MPC                           |
| 183511         | 2003 FV48  | 24 mar 2003 | Kitt Peak        | Spacewatch                   | —         | MPC                           |
| 183512         | 2003 FG51  | 25 mar 2003 | Palomar          | NEAT                         | —         | MPC                           |
| 183513         | 2003 FR53  | 25 mar 2003 | Palomar          | NEAT                         | —         | MPC                           |
| 183514         | 2003 FC58  | 26 mar 2003 | Kitt Peak        | Spacewatch                   | —         | MPC                           |
| 183515         | 2003 FA65  | 26 mar 2003 | Palomar          | NEAT                         | —         | MPC                           |
| 183516         | 2003 FJ78  | 27 mar 2003 | Kitt Peak        | Spacewatch                   | —         | MPC                           |
| 183517         | 2003 FP80  | 27 mar 2003 | Socorro          | LINEAR                       | —         | MPC                           |
| 183518         | 2003 FA81  | 27 mar 2003 | Socorro          | LINEAR                       | —         | MPC                           |
| 183519         | 2003 FS88  | 28 mar 2003 | Kitt Peak        | Spacewatch                   | —         | MPC                           |
| 183520         | 2003 FR90  | 29 mar 2003 | Anderson Mesa    | LONEOS                       | —         | MPC                           |
| 183521         | 2003 FM91  | 29 mar 2003 | Anderson Mesa    | LONEOS                       | —         | MPC                           |
| 183522         | 2003 FM93  | 29 mar 2003 | Anderson Mesa    | LONEOS                       | —         | MPC                           |
| 183523         | 2003 FU93  | 29 mar 2003 | Anderson Mesa    | LONEOS                       | Brangane  | MPC                           |
| 183524         | 2003 FV101 | 31 mar 2003 | Socorro          | LINEAR                       | —         | MPC                           |
| 183525         | 2003 FK110 | 30 mar 2003 | Kitt Peak        | Spacewatch                   | —         | MPC                           |
| 183526         | 2003 FV114 | 31 mar 2003 | Anderson Mesa    | LONEOS                       | —         | MPC                           |
| 183527         | 2003 FV118 | 26 mar 2003 | Anderson Mesa    | LONEOS                       | Chimaera  | MPC                           |
| 183528         | 2003 FT126 | 31 mar 2003 | Kitt Peak        | Spacewatch                   | —         | MPC                           |
| 183529         | 2003 FV127 | 31 mar 2003 | Catalina         | CSS                          | —         | MPC                           |
| 183530         | 2003 FV130 | 29 mar 2003 | Anderson Mesa    | LONEOS                       | Brangane  | MPC                           |
| 183531         | 2003 FA132 | 27 mar 2003 | Kitt Peak        | Spacewatch                   | —         | MPC                           |
| 183532         | 2003 GC27  | 6 abr 2003  | Anderson Mesa    | LONEOS                       | —         | MPC                           |
| 183533         | 2003 GG29  | 6 abr 2003  | Haleakalā        | NEAT                         | —         | MPC                           |
| 183534         | 2003 GU38  | 7 abr 2003  | Kitt Peak        | Spacewatch                   | Brangane  | MPC                           |
| 183535         | 2003 GN45  | 8 abr 2003  | Palomar          | NEAT                         | —         | MPC                           |
| 183536         | 2003 GF50  | 4 abr 2003  | Kitt Peak        | Spacewatch                   | —         | MPC                           |
| 183537         | 2003 GY54  | 4 abr 2003  | Kitt Peak        | Spacewatch                   | —         | MPC                           |
| 183538         | 2003 GC55  | 4 abr 2003  | Anderson Mesa    | LONEOS                       | —         | MPC                           |
| 183539         | 2003 HV15  | 27 abr 2003 | Socorro          | LINEAR                       | Juno      | MPC                           |
| 183540         | 2003 HC17  | 24 abr 2003 | Anderson Mesa    | LONEOS                       | Brangane  | MPC                           |
| 183541         | 2003 HV22  | 26 abr 2003 | Kitt Peak        | Spacewatch                   | —         | MPC                           |
| 183542         | 2003 HH24  | 27 abr 2003 | Kitt Peak        | Spacewatch                   | —         | MPC                           |
| 183543         | 2003 HN25  | 25 abr 2003 | Kitt Peak        | Spacewatch                   | —         | MPC                           |
| 183544         | 2003 HZ27  | 26 abr 2003 | Kitt Peak        | Spacewatch                   | Brangane  | MPC                           |
| 183545         | 2003 HJ35  | 26 abr 2003 | Haleakalā        | NEAT                         | —         | MPC                           |
| 183546         | 2003 HD38  | 29 abr 2003 | Socorro          | LINEAR                       | —         | MPC                           |
| 183547         | 2003 HR38  | 29 abr 2003 | Anderson Mesa    | LONEOS                       | —         | MPC                           |
| 183548         | 2003 HU42  | 29 abr 2003 | Kitt Peak        | Spacewatch                   | —         | MPC                           |
| 183549         | 2003 HU49  | 29 abr 2003 | Socorro          | LINEAR                       | —         | MPC                           |
| 183550         | 2003 HU57  | 24 abr 2003 | Kitt Peak        | Spacewatch                   | —         | MPC                           |
| 183551         | 2003 JU4   | 3 mai 2003  | Kitt Peak        | Spacewatch                   | —         | MPC                           |
| 183552         | 2003 JY5   | 1 mai 2003  | Kitt Peak        | Spacewatch                   | —         | MPC                           |
| 183553         | 2003 JP10  | 2 mai 2003  | Kitt Peak        | Spacewatch                   | Maria     | MPC                           |
| 183554         | 2003 JP11  | 5 mai 2003  | Kitt Peak        | Spacewatch                   | —         | MPC                           |
| 183555         | 2003 JN13  | 6 mai 2003  | Nogales          | Tenagra II Obs.              | —         | MPC                           |
| 183556         | 2003 JQ13  | 5 mai 2003  | Anderson Mesa    | LONEOS                       | —         | MPC                           |
| 183557         | 2003 KZ2   | 22 mai 2003 | Kitt Peak        | Spacewatch                   | Ursula    | MPC                           |
| 183558         | 2003 KT9   | 25 mai 2003 | Anderson Mesa    | LONEOS                       | —         | MPC                           |
| 183559         | 2003 KQ12  | 26 mai 2003 | Kitt Peak        | Spacewatch                   | —         | MPC                           |
| 183560 Křišťan | 2003 KO18  | 24 mai 2003 | Kleť             | KLENOT                       | —         | MPC                           |
| 183561         | 2003 KC32  | 27 mai 2003 | Kitt Peak        | Spacewatch                   | —         | MPC                           |
| 183562         | 2003 LP4   | 5 jun 2003  | Kitt Peak        | Spacewatch                   | Ursula    | MPC                           |
| 183563         | 2003 MD4   | 22 jun 2003 | Nogales          | M. Schwartz, P. R. Holvorcem | —         | MPC                           |
| 183564         | 2003 MA12  | 29 jun 2003 | Socorro          | LINEAR                       | —         | MPC                           |
| 183565         | 2003 NL2   | 3 jul 2003  | Reedy Creek      | J. Broughton                 | —         | MPC                           |
| 183566         | 2003 NQ2   | 4 jul 2003  | Haleakalā        | NEAT                         | —         | MPC                           |
| 183567         | 2003 OZ10  | 27 jul 2003 | Reedy Creek      | J. Broughton                 | —         | MPC                           |
| 183568         | 2003 OQ11  | 20 jul 2003 | Palomar          | NEAT                         | Juno      | MPC                           |
| 183569         | 2003 PN3   | 2 ago 2003  | Haleakalā        | NEAT                         | —         | MPC                           |
| 183570         | 2003 QJ3   | 19 ago 2003 | Campo Imperatore | CINEOS                       | —         | MPC                           |
| 183571         | 2003 QK22  | 20 ago 2003 | Palomar          | NEAT                         | —         | MPC                           |
| 183572         | 2003 QV31  | 21 ago 2003 | Palomar          | NEAT                         | —         | MPC                           |
| 183573         | 2003 QH46  | 23 ago 2003 | Palomar          | NEAT                         | Mitidika  | MPC                           |
| 183574         | 2003 QJ54  | 23 ago 2003 | Socorro          | LINEAR                       | —         | MPC                           |
| 183575         | 2003 QP72  | 23 ago 2003 | Socorro          | LINEAR                       | —         | MPC                           |
| 183576         | 2003 RA5   | 3 set 2003  | Haleakalā        | NEAT                         | —         | MPC                           |
| 183577         | 2003 SX11  | 16 set 2003 | Kitt Peak        | Spacewatch                   | —         | MPC                           |
| 183578         | 2003 SD19  | 16 set 2003 | Kitt Peak        | Spacewatch                   | —         | MPC                           |
| 183579         | 2003 SD25  | 17 set 2003 | Haleakalā        | NEAT                         | —         | MPC                           |
| 183580         | 2003 SO33  | 16 set 2003 | Anderson Mesa    | LONEOS                       | Mitidika  | MPC                           |
| 183581         | 2003 SY84  | 20 set 2003 | Haleakalā        | NEAT                         | —         | MPC                           |
| 183582         | 2003 SM127 | 19 set 2003 | Ondřejov         | P. Kušnirák                  | —         | MPC                           |
| 183583         | 2003 SV177 | 19 set 2003 | Kitt Peak        | Spacewatch                   | —         | MPC                           |
| 183584         | 2003 SF182 | 20 set 2003 | Socorro          | LINEAR                       | —         | MPC                           |
| 183585         | 2003 SZ201 | 18 set 2003 | Goodricke-Pigott | R. A. Tucker                 | —         | MPC                           |
| 183586         | 2003 SF204 | 22 set 2003 | Kitt Peak        | Spacewatch                   | —         | MPC                           |
| 183587         | 2003 SZ246 | 26 set 2003 | Socorro          | LINEAR                       | —         | MPC                           |
| 183588         | 2003 SY257 | 28 set 2003 | Socorro          | LINEAR                       | —         | MPC                           |
| 183589         | 2003 SO284 | 20 set 2003 | Socorro          | LINEAR                       | —         | MPC                           |
| 183590         | 2003 SH294 | 28 set 2003 | Socorro          | LINEAR                       | —         | MPC                           |
| 183591         | 2003 SZ312 | 17 set 2003 | Palomar          | NEAT                         | —         | MPC                           |
| 183592         | 2003 SJ313 | 18 set 2003 | Haleakalā        | NEAT                         | —         | MPC                           |
| 183593         | 2003 TG16  | 15 out 2003 | Anderson Mesa    | LONEOS                       | —         | MPC                           |
| 183594         | 2003 TB53  | 5 out 2003  | Kitt Peak        | Spacewatch                   | —         | MPC                           |
| 183595         | 2003 TG58  | 3 out 2003  | Mauna Kea        | Mauna Kea Obs.               | —         | MPC                           |
| 183596         | 2003 UV    | 16 out 2003 | Kitt Peak        | Spacewatch                   | —         | MPC                           |
| 183597         | 2003 UT14  | 16 out 2003 | Kitt Peak        | Spacewatch                   | —         | MPC                           |
| 183598         | 2003 UN35  | 16 out 2003 | Anderson Mesa    | LONEOS                       | —         | MPC                           |
| 183599         | 2003 UY39  | 16 out 2003 | Kitt Peak        | Spacewatch                   | —         | MPC                           |
| 183600         | 2003 UQ45  | 18 out 2003 | Kitt Peak        | Spacewatch                   | Mitidika  | MPC                           |

## 183601–183700
| Designação   | Designação | Descoberta  | Descoberta    | Descobridor(es) | Categoria | Mais informações / Referência |
| Permanente   | Provisória | Data        | Local         | Descobridor(es) | Categoria | Mais informações / Referência |
| ------------ | ---------- | ----------- | ------------- | --------------- | --------- | ----------------------------- |
| 183601       | 2003 UX57  | 16 out 2003 | Kitt Peak     | Spacewatch      | —         | MPC                           |
| 183602       | 2003 UQ62  | 16 out 2003 | Anderson Mesa | LONEOS          | —         | MPC                           |
| 183603       | 2003 UO73  | 19 out 2003 | Kitt Peak     | Spacewatch      | —         | MPC                           |
| 183604       | 2003 UK93  | 17 out 2003 | Kitt Peak     | Spacewatch      | —         | MPC                           |
| 183605       | 2003 UW93  | 18 out 2003 | Kitt Peak     | Spacewatch      | —         | MPC                           |
| 183606       | 2003 UP102 | 20 out 2003 | Palomar       | NEAT            | —         | MPC                           |
| 183607       | 2003 UW103 | 20 out 2003 | Palomar       | NEAT            | —         | MPC                           |
| 183608       | 2003 UV135 | 21 out 2003 | Palomar       | NEAT            | —         | MPC                           |
| 183609       | 2003 UV160 | 21 out 2003 | Kitt Peak     | Spacewatch      | —         | MPC                           |
| 183610       | 2003 UL161 | 21 out 2003 | Anderson Mesa | LONEOS          | —         | MPC                           |
| 183611       | 2003 UH175 | 21 out 2003 | Anderson Mesa | LONEOS          | —         | MPC                           |
| 183612       | 2003 UG179 | 21 out 2003 | Socorro       | LINEAR          | —         | MPC                           |
| 183613       | 2003 UP201 | 21 out 2003 | Socorro       | LINEAR          | —         | MPC                           |
| 183614       | 2003 UJ203 | 21 out 2003 | Kitt Peak     | Spacewatch      | —         | MPC                           |
| 183615       | 2003 UE204 | 21 out 2003 | Kitt Peak     | Spacewatch      | —         | MPC                           |
| 183616       | 2003 UG213 | 23 out 2003 | Haleakalā     | NEAT            | —         | MPC                           |
| 183617       | 2003 UF218 | 21 out 2003 | Socorro       | LINEAR          | —         | MPC                           |
| 183618       | 2003 US221 | 22 out 2003 | Kitt Peak     | Spacewatch      | —         | MPC                           |
| 183619       | 2003 UT229 | 23 out 2003 | Anderson Mesa | LONEOS          | —         | MPC                           |
| 183620       | 2003 UQ236 | 23 out 2003 | Anderson Mesa | LONEOS          | —         | MPC                           |
| 183621       | 2003 UJ242 | 24 out 2003 | Socorro       | LINEAR          | —         | MPC                           |
| 183622       | 2003 UO245 | 24 out 2003 | Socorro       | LINEAR          | —         | MPC                           |
| 183623       | 2003 UE260 | 25 out 2003 | Socorro       | LINEAR          | —         | MPC                           |
| 183624       | 2003 UG260 | 25 out 2003 | Socorro       | LINEAR          | —         | MPC                           |
| 183625       | 2003 UZ263 | 27 out 2003 | Kitt Peak     | Spacewatch      | —         | MPC                           |
| 183626       | 2003 UQ267 | 28 out 2003 | Socorro       | LINEAR          | Mitidika  | MPC                           |
| 183627       | 2003 UM274 | 30 out 2003 | Socorro       | LINEAR          | —         | MPC                           |
| 183628       | 2003 UR307 | 18 out 2003 | Anderson Mesa | LONEOS          | —         | MPC                           |
| 183629       | 2003 UF308 | 19 out 2003 | Kitt Peak     | Spacewatch      | —         | MPC                           |
| 183630       | 2003 US356 | 19 out 2003 | Kitt Peak     | Spacewatch      | —         | MPC                           |
| 183631       | 2003 UH375 | 22 out 2003 | Apache Point  | SDSS            | —         | MPC                           |
| 183632       | 2003 UB383 | 22 out 2003 | Apache Point  | SDSS            | —         | MPC                           |
| 183633       | 2003 US402 | 23 out 2003 | Apache Point  | SDSS            | —         | MPC                           |
| 183634       | 2003 US403 | 23 out 2003 | Apache Point  | SDSS            | Mitidika  | MPC                           |
| 183635 Helmi | 2003 UF413 | 24 out 2003 | Apache Point  | SDSS            | —         | MPC                           |
| 183636       | 2003 VV    | 5 nov 2003  | Socorro       | LINEAR          | —         | MPC                           |
| 183637       | 2003 VW8   | 15 nov 2003 | Kitt Peak     | Spacewatch      | —         | MPC                           |
| 183638       | 2003 WC24  | 19 nov 2003 | Kitt Peak     | Spacewatch      | —         | MPC                           |
| 183639       | 2003 WO24  | 20 nov 2003 | Socorro       | LINEAR          | —         | MPC                           |
| 183640       | 2003 WR35  | 19 nov 2003 | Socorro       | LINEAR          | —         | MPC                           |
| 183641       | 2003 WU45  | 16 nov 2003 | Kitt Peak     | Spacewatch      | —         | MPC                           |
| 183642       | 2003 WA55  | 20 nov 2003 | Socorro       | LINEAR          | —         | MPC                           |
| 183643       | 2003 WF56  | 20 nov 2003 | Socorro       | LINEAR          | —         | MPC                           |
| 183644       | 2003 WX59  | 18 nov 2003 | Kitt Peak     | Spacewatch      | Mitidika  | MPC                           |
| 183645       | 2003 WP60  | 18 nov 2003 | Palomar       | NEAT            | —         | MPC                           |
| 183646       | 2003 WR63  | 19 nov 2003 | Kitt Peak     | Spacewatch      | —         | MPC                           |
| 183647       | 2003 WU63  | 19 nov 2003 | Kitt Peak     | Spacewatch      | Mitidika  | MPC                           |
| 183648       | 2003 WY66  | 19 nov 2003 | Kitt Peak     | Spacewatch      | —         | MPC                           |
| 183649       | 2003 WX67  | 19 nov 2003 | Kitt Peak     | Spacewatch      | —         | MPC                           |
| 183650       | 2003 WG75  | 18 nov 2003 | Kitt Peak     | Spacewatch      | —         | MPC                           |
| 183651       | 2003 WP89  | 16 nov 2003 | Catalina      | CSS             | —         | MPC                           |
| 183652       | 2003 WL91  | 18 nov 2003 | Kitt Peak     | Spacewatch      | —         | MPC                           |
| 183653       | 2003 WK93  | 19 nov 2003 | Anderson Mesa | LONEOS          | —         | MPC                           |
| 183654       | 2003 WL94  | 19 nov 2003 | Anderson Mesa | LONEOS          | —         | MPC                           |
| 183655       | 2003 WO102 | 21 nov 2003 | Socorro       | LINEAR          | —         | MPC                           |
| 183656       | 2003 WX108 | 20 nov 2003 | Socorro       | LINEAR          | —         | MPC                           |
| 183657       | 2003 WX115 | 20 nov 2003 | Socorro       | LINEAR          | —         | MPC                           |
| 183658       | 2003 WN117 | 20 nov 2003 | Socorro       | LINEAR          | —         | MPC                           |
| 183659       | 2003 WA120 | 20 nov 2003 | Socorro       | LINEAR          | —         | MPC                           |
| 183660       | 2003 WL120 | 20 nov 2003 | Socorro       | LINEAR          | —         | MPC                           |
| 183661       | 2003 WG123 | 20 nov 2003 | Socorro       | LINEAR          | —         | MPC                           |
| 183662       | 2003 WN126 | 20 nov 2003 | Socorro       | LINEAR          | —         | MPC                           |
| 183663       | 2003 WR130 | 21 nov 2003 | Socorro       | LINEAR          | —         | MPC                           |
| 183664       | 2003 WC131 | 21 nov 2003 | Kitt Peak     | Spacewatch      | —         | MPC                           |
| 183665       | 2003 WR131 | 21 nov 2003 | Palomar       | NEAT            | —         | MPC                           |
| 183666       | 2003 WL133 | 21 nov 2003 | Socorro       | LINEAR          | —         | MPC                           |
| 183667       | 2003 WQ133 | 21 nov 2003 | Socorro       | LINEAR          | —         | MPC                           |
| 183668       | 2003 WM134 | 21 nov 2003 | Socorro       | LINEAR          | —         | MPC                           |
| 183669       | 2003 WX135 | 21 nov 2003 | Socorro       | LINEAR          | —         | MPC                           |
| 183670       | 2003 WG138 | 21 nov 2003 | Socorro       | LINEAR          | —         | MPC                           |
| 183671       | 2003 WO145 | 21 nov 2003 | Socorro       | LINEAR          | —         | MPC                           |
| 183672       | 2003 WN150 | 24 nov 2003 | Anderson Mesa | LONEOS          | —         | MPC                           |
| 183673       | 2003 WO192 | 21 nov 2003 | Socorro       | LINEAR          | —         | MPC                           |
| 183674       | 2003 XG3   | 1 dez 2003  | Socorro       | LINEAR          | —         | MPC                           |
| 183675       | 2003 XU14  | 13 dez 2003 | Socorro       | LINEAR          | —         | MPC                           |
| 183676       | 2003 XB17  | 14 dez 2003 | Palomar       | NEAT            | —         | MPC                           |
| 183677       | 2003 XJ27  | 1 dez 2003  | Socorro       | LINEAR          | —         | MPC                           |
| 183678       | 2003 XV31  | 1 dez 2003  | Kitt Peak     | Spacewatch      | Mitidika  | MPC                           |
| 183679       | 2003 XJ37  | 3 dez 2003  | Socorro       | LINEAR          | —         | MPC                           |
| 183680       | 2003 XR40  | 14 dez 2003 | Kitt Peak     | Spacewatch      | Phocaea   | MPC                           |
| 183681       | 2003 YO    | 16 dez 2003 | Anderson Mesa | LONEOS          | —         | MPC                           |
| 183682       | 2003 YH2   | 18 dez 2003 | Socorro       | LINEAR          | —         | MPC                           |
| 183683       | 2003 YW6   | 17 dez 2003 | Socorro       | LINEAR          | —         | MPC                           |
| 183684       | 2003 YE9   | 16 dez 2003 | Kitt Peak     | Spacewatch      | —         | MPC                           |
| 183685       | 2003 YT11  | 17 dez 2003 | Socorro       | LINEAR          | —         | MPC                           |
| 183686       | 2003 YX13  | 17 dez 2003 | Catalina      | CSS             | —         | MPC                           |
| 183687       | 2003 YX14  | 17 dez 2003 | Socorro       | LINEAR          | —         | MPC                           |
| 183688       | 2003 YU16  | 17 dez 2003 | Kitt Peak     | Spacewatch      | —         | MPC                           |
| 183689       | 2003 YV17  | 16 dez 2003 | Catalina      | CSS             | Mitidika  | MPC                           |
| 183690       | 2003 YQ22  | 18 dez 2003 | Socorro       | LINEAR          | —         | MPC                           |
| 183691       | 2003 YZ24  | 18 dez 2003 | Socorro       | LINEAR          | —         | MPC                           |
| 183692       | 2003 YP25  | 18 dez 2003 | Socorro       | LINEAR          | —         | MPC                           |
| 183693       | 2003 YX28  | 17 dez 2003 | Kitt Peak     | Spacewatch      | Mitidika  | MPC                           |
| 183694       | 2003 YQ29  | 17 dez 2003 | Kitt Peak     | Spacewatch      | —         | MPC                           |
| 183695       | 2003 YF31  | 18 dez 2003 | Socorro       | LINEAR          | —         | MPC                           |
| 183696       | 2003 YO31  | 18 dez 2003 | Socorro       | LINEAR          | —         | MPC                           |
| 183697       | 2003 YA32  | 18 dez 2003 | Kitt Peak     | Spacewatch      | —         | MPC                           |
| 183698       | 2003 YM32  | 18 dez 2003 | Haleakalā     | NEAT            | —         | MPC                           |
| 183699       | 2003 YO32  | 18 dez 2003 | Haleakala     | NEAT            | —         | MPC                           |
| 183700       | 2003 YK36  | 18 dez 2003 | Socorro       | LINEAR          | —         | MPC                           |

## 183701–183800
| Designação | Designação | Descoberta  | Descoberta       | Descobridor(es) | Categoria | Mais informações / Referência |
| Permanente | Provisória | Data        | Local            | Descobridor(es) | Categoria | Mais informações / Referência |
| ---------- | ---------- | ----------- | ---------------- | --------------- | --------- | ----------------------------- |
| 183701     | 2003 YO36  | 21 dez 2003 | Socorro          | LINEAR          | —         | MPC                           |
| 183702     | 2003 YX36  | 17 dez 2003 | Kitt Peak        | Spacewatch      | —         | MPC                           |
| 183703     | 2003 YS39  | 19 dez 2003 | Kitt Peak        | Spacewatch      | —         | MPC                           |
| 183704     | 2003 YB45  | 20 dez 2003 | Socorro          | LINEAR          | —         | MPC                           |
| 183705     | 2003 YR50  | 18 dez 2003 | Socorro          | LINEAR          | —         | MPC                           |
| 183706     | 2003 YD51  | 18 dez 2003 | Socorro          | LINEAR          | —         | MPC                           |
| 183707     | 2003 YJ51  | 18 dez 2003 | Socorro          | LINEAR          | —         | MPC                           |
| 183708     | 2003 YF52  | 18 dez 2003 | Socorro          | LINEAR          | —         | MPC                           |
| 183709     | 2003 YN56  | 19 dez 2003 | Socorro          | LINEAR          | —         | MPC                           |
| 183710     | 2003 YR57  | 19 dez 2003 | Socorro          | LINEAR          | —         | MPC                           |
| 183711     | 2003 YG58  | 19 dez 2003 | Socorro          | LINEAR          | —         | MPC                           |
| 183712     | 2003 YY61  | 19 dez 2003 | Socorro          | LINEAR          | —         | MPC                           |
| 183713     | 2003 YD64  | 19 dez 2003 | Socorro          | LINEAR          | —         | MPC                           |
| 183714     | 2003 YO70  | 19 dez 2003 | Socorro          | LINEAR          | —         | MPC                           |
| 183715     | 2003 YG71  | 18 dez 2003 | Socorro          | LINEAR          | —         | MPC                           |
| 183716     | 2003 YA73  | 18 dez 2003 | Socorro          | LINEAR          | —         | MPC                           |
| 183717     | 2003 YH74  | 18 dez 2003 | Socorro          | LINEAR          | —         | MPC                           |
| 183718     | 2003 YJ75  | 18 dez 2003 | Socorro          | LINEAR          | —         | MPC                           |
| 183719     | 2003 YP75  | 18 dez 2003 | Socorro          | LINEAR          | —         | MPC                           |
| 183720     | 2003 YP82  | 18 dez 2003 | Kitt Peak        | Spacewatch      | —         | MPC                           |
| 183721     | 2003 YN84  | 19 dez 2003 | Socorro          | LINEAR          | —         | MPC                           |
| 183722     | 2003 YR84  | 19 dez 2003 | Kitt Peak        | Spacewatch      | —         | MPC                           |
| 183723     | 2003 YN85  | 19 dez 2003 | Socorro          | LINEAR          | —         | MPC                           |
| 183724     | 2003 YY85  | 19 dez 2003 | Socorro          | LINEAR          | —         | MPC                           |
| 183725     | 2003 YT89  | 19 dez 2003 | Kitt Peak        | Spacewatch      | —         | MPC                           |
| 183726     | 2003 YB95  | 19 dez 2003 | Socorro          | LINEAR          | —         | MPC                           |
| 183727     | 2003 YC97  | 19 dez 2003 | Socorro          | LINEAR          | —         | MPC                           |
| 183728     | 2003 YK99  | 19 dez 2003 | Socorro          | LINEAR          | —         | MPC                           |
| 183729     | 2003 YM99  | 19 dez 2003 | Socorro          | LINEAR          | —         | MPC                           |
| 183730     | 2003 YF100 | 19 dez 2003 | Socorro          | LINEAR          | —         | MPC                           |
| 183731     | 2003 YJ101 | 19 dez 2003 | Socorro          | LINEAR          | —         | MPC                           |
| 183732     | 2003 YC103 | 19 dez 2003 | Socorro          | LINEAR          | —         | MPC                           |
| 183733     | 2003 YO103 | 21 dez 2003 | Kitt Peak        | Spacewatch      | —         | MPC                           |
| 183734     | 2003 YT106 | 22 dez 2003 | Palomar          | NEAT            | —         | MPC                           |
| 183735     | 2003 YY109 | 23 dez 2003 | Socorro          | LINEAR          | —         | MPC                           |
| 183736     | 2003 YT112 | 23 dez 2003 | Socorro          | LINEAR          | —         | MPC                           |
| 183737     | 2003 YD113 | 23 dez 2003 | Socorro          | LINEAR          | —         | MPC                           |
| 183738     | 2003 YH113 | 23 dez 2003 | Socorro          | LINEAR          | —         | MPC                           |
| 183739     | 2003 YF117 | 27 dez 2003 | Socorro          | LINEAR          | —         | MPC                           |
| 183740     | 2003 YL119 | 27 dez 2003 | Socorro          | LINEAR          | —         | MPC                           |
| 183741     | 2003 YW119 | 27 dez 2003 | Socorro          | LINEAR          | —         | MPC                           |
| 183742     | 2003 YD120 | 27 dez 2003 | Socorro          | LINEAR          | —         | MPC                           |
| 183743     | 2003 YJ120 | 27 dez 2003 | Socorro          | LINEAR          | —         | MPC                           |
| 183744     | 2003 YP134 | 28 dez 2003 | Socorro          | LINEAR          | —         | MPC                           |
| 183745     | 2003 YT134 | 28 dez 2003 | Socorro          | LINEAR          | —         | MPC                           |
| 183746     | 2003 YB138 | 27 dez 2003 | Socorro          | LINEAR          | —         | MPC                           |
| 183747     | 2003 YK144 | 28 dez 2003 | Socorro          | LINEAR          | —         | MPC                           |
| 183748     | 2003 YX152 | 29 dez 2003 | Catalina         | CSS             | —         | MPC                           |
| 183749     | 2003 YM157 | 16 dez 2003 | Kitt Peak        | Spacewatch      | —         | MPC                           |
| 183750     | 2003 YD164 | 17 dez 2003 | Kitt Peak        | Spacewatch      | —         | MPC                           |
| 183751     | 2003 YR169 | 18 dez 2003 | Socorro          | LINEAR          | —         | MPC                           |
| 183752     | 2003 YB176 | 29 dez 2003 | Socorro          | LINEAR          | —         | MPC                           |
| 183753     | 2004 AO1   | 12 jan 2004 | Palomar          | NEAT            | Mitidika  | MPC                           |
| 183754     | 2004 AQ1   | 12 jan 2004 | Palomar          | NEAT            | —         | MPC                           |
| 183755     | 2004 AR3   | 13 jan 2004 | Anderson Mesa    | LONEOS          | —         | MPC                           |
| 183756     | 2004 AK5   | 13 jan 2004 | Anderson Mesa    | LONEOS          | —         | MPC                           |
| 183757     | 2004 AC6   | 13 jan 2004 | Palomar          | NEAT            | —         | MPC                           |
| 183758     | 2004 AQ8   | 14 jan 2004 | Palomar          | NEAT            | —         | MPC                           |
| 183759     | 2004 AY9   | 15 jan 2004 | Kitt Peak        | Spacewatch      | —         | MPC                           |
| 183760     | 2004 AD10  | 15 jan 2004 | Kitt Peak        | Spacewatch      | —         | MPC                           |
| 183761     | 2004 AZ13  | 13 jan 2004 | Kitt Peak        | Spacewatch      | —         | MPC                           |
| 183762     | 2004 AG18  | 15 jan 2004 | Kitt Peak        | Spacewatch      | —         | MPC                           |
| 183763     | 2004 AL25  | 12 jan 2004 | Palomar          | NEAT            | —         | MPC                           |
| 183764     | 2004 BQ1   | 16 jan 2004 | Kitt Peak        | Spacewatch      | —         | MPC                           |
| 183765     | 2004 BJ3   | 16 jan 2004 | Palomar          | NEAT            | —         | MPC                           |
| 183766     | 2004 BR3   | 16 jan 2004 | Palomar          | NEAT            | —         | MPC                           |
| 183767     | 2004 BD4   | 16 jan 2004 | Palomar          | NEAT            | —         | MPC                           |
| 183768     | 2004 BW4   | 16 jan 2004 | Palomar          | NEAT            | —         | MPC                           |
| 183769     | 2004 BF5   | 16 jan 2004 | Palomar          | NEAT            | —         | MPC                           |
| 183770     | 2004 BR9   | 16 jan 2004 | Palomar          | NEAT            | —         | MPC                           |
| 183771     | 2004 BJ12  | 16 jan 2004 | Palomar          | NEAT            | —         | MPC                           |
| 183772     | 2004 BC14  | 17 jan 2004 | Palomar          | NEAT            | Mitidika  | MPC                           |
| 183773     | 2004 BJ18  | 18 jan 2004 | Kitt Peak        | Spacewatch      | —         | MPC                           |
| 183774     | 2004 BX18  | 18 jan 2004 | Goodricke-Pigott | R. A. Tucker    | —         | MPC                           |
| 183775     | 2004 BE19  | 17 jan 2004 | Palomar          | NEAT            | —         | MPC                           |
| 183776     | 2004 BH19  | 17 jan 2004 | Palomar          | NEAT            | —         | MPC                           |
| 183777     | 2004 BJ19  | 17 jan 2004 | Palomar          | NEAT            | —         | MPC                           |
| 183778     | 2004 BO19  | 17 jan 2004 | Palomar          | NEAT            | —         | MPC                           |
| 183779     | 2004 BO20  | 16 jan 2004 | Catalina         | CSS             | —         | MPC                           |
| 183780     | 2004 BA22  | 19 jan 2004 | Socorro          | LINEAR          | —         | MPC                           |
| 183781     | 2004 BH22  | 17 jan 2004 | Palomar          | NEAT            | Mitidika  | MPC                           |
| 183782     | 2004 BG23  | 18 jan 2004 | Palomar          | NEAT            | —         | MPC                           |
| 183783     | 2004 BE27  | 21 jan 2004 | Socorro          | LINEAR          | —         | MPC                           |
| 183784     | 2004 BA29  | 18 jan 2004 | Palomar          | NEAT            | —         | MPC                           |
| 183785     | 2004 BG29  | 18 jan 2004 | Palomar          | NEAT            | —         | MPC                           |
| 183786     | 2004 BJ30  | 18 jan 2004 | Palomar          | NEAT            | —         | MPC                           |
| 183787     | 2004 BP30  | 18 jan 2004 | Palomar          | NEAT            | —         | MPC                           |
| 183788     | 2004 BJ32  | 19 jan 2004 | Kitt Peak        | Spacewatch      | —         | MPC                           |
| 183789     | 2004 BT33  | 19 jan 2004 | Kitt Peak        | Spacewatch      | —         | MPC                           |
| 183790     | 2004 BJ34  | 19 jan 2004 | Catalina         | CSS             | —         | MPC                           |
| 183791     | 2004 BU37  | 19 jan 2004 | Catalina         | CSS             | —         | MPC                           |
| 183792     | 2004 BY37  | 19 jan 2004 | Catalina         | CSS             | —         | MPC                           |
| 183793     | 2004 BZ37  | 19 jan 2004 | Catalina         | CSS             | Mitidika  | MPC                           |
| 183794     | 2004 BB38  | 19 jan 2004 | Catalina         | CSS             | —         | MPC                           |
| 183795     | 2004 BG38  | 19 jan 2004 | Catalina         | CSS             | —         | MPC                           |
| 183796     | 2004 BP38  | 20 jan 2004 | Socorro          | LINEAR          | Mitidika  | MPC                           |
| 183797     | 2004 BY38  | 20 jan 2004 | Socorro          | LINEAR          | —         | MPC                           |
| 183798     | 2004 BH40  | 21 jan 2004 | Socorro          | LINEAR          | —         | MPC                           |
| 183799     | 2004 BJ40  | 21 jan 2004 | Socorro          | LINEAR          | —         | MPC                           |
| 183800     | 2004 BM40  | 21 jan 2004 | Socorro          | LINEAR          | —         | MPC                           |

## 183801–183900
| Designação | Designação | Descoberta  | Descoberta       | Descobridor(es)       | Categoria | Mais informações / Referência |
| Permanente | Provisória | Data        | Local            | Descobridor(es)       | Categoria | Mais informações / Referência |
| ---------- | ---------- | ----------- | ---------------- | --------------------- | --------- | ----------------------------- |
| 183801     | 2004 BS40  | 21 jan 2004 | Socorro          | LINEAR                | —         | MPC                           |
| 183802     | 2004 BD41  | 21 jan 2004 | Socorro          | LINEAR                | Mitidika  | MPC                           |
| 183803     | 2004 BX42  | 22 jan 2004 | Palomar          | NEAT                  | —         | MPC                           |
| 183804     | 2004 BO43  | 22 jan 2004 | Socorro          | LINEAR                | Mitidika  | MPC                           |
| 183805     | 2004 BR44  | 22 jan 2004 | Socorro          | LINEAR                | —         | MPC                           |
| 183806     | 2004 BT48  | 21 jan 2004 | Socorro          | LINEAR                | —         | MPC                           |
| 183807     | 2004 BE49  | 21 jan 2004 | Socorro          | LINEAR                | —         | MPC                           |
| 183808     | 2004 BC52  | 21 jan 2004 | Socorro          | LINEAR                | —         | MPC                           |
| 183809     | 2004 BH53  | 22 jan 2004 | Socorro          | LINEAR                | —         | MPC                           |
| 183810     | 2004 BQ60  | 21 jan 2004 | Socorro          | LINEAR                | —         | MPC                           |
| 183811     | 2004 BJ62  | 22 jan 2004 | Socorro          | LINEAR                | —         | MPC                           |
| 183812     | 2004 BK63  | 22 jan 2004 | Socorro          | LINEAR                | —         | MPC                           |
| 183813     | 2004 BO63  | 22 jan 2004 | Socorro          | LINEAR                | Mitidika  | MPC                           |
| 183814     | 2004 BR64  | 22 jan 2004 | Socorro          | LINEAR                | —         | MPC                           |
| 183815     | 2004 BH70  | 22 jan 2004 | Socorro          | LINEAR                | —         | MPC                           |
| 183816     | 2004 BT70  | 22 jan 2004 | Socorro          | LINEAR                | —         | MPC                           |
| 183817     | 2004 BG71  | 22 jan 2004 | Socorro          | LINEAR                | —         | MPC                           |
| 183818     | 2004 BN76  | 24 jan 2004 | Socorro          | LINEAR                | —         | MPC                           |
| 183819     | 2004 BF77  | 22 jan 2004 | Socorro          | LINEAR                | —         | MPC                           |
| 183820     | 2004 BH77  | 22 jan 2004 | Socorro          | LINEAR                | —         | MPC                           |
| 183821     | 2004 BV77  | 22 jan 2004 | Socorro          | LINEAR                | —         | MPC                           |
| 183822     | 2004 BE79  | 22 jan 2004 | Socorro          | LINEAR                | —         | MPC                           |
| 183823     | 2004 BV81  | 26 jan 2004 | Anderson Mesa    | LONEOS                | —         | MPC                           |
| 183824     | 2004 BC83  | 28 jan 2004 | Kitt Peak        | Spacewatch            | —         | MPC                           |
| 183825     | 2004 BZ87  | 23 jan 2004 | Socorro          | LINEAR                | —         | MPC                           |
| 183826     | 2004 BF92  | 26 jan 2004 | Anderson Mesa    | LONEOS                | —         | MPC                           |
| 183827     | 2004 BO94  | 28 jan 2004 | Socorro          | LINEAR                | —         | MPC                           |
| 183828     | 2004 BV95  | 22 jan 2004 | Socorro          | LINEAR                | —         | MPC                           |
| 183829     | 2004 BD96  | 24 jan 2004 | Socorro          | LINEAR                | —         | MPC                           |
| 183830     | 2004 BS96  | 24 jan 2004 | Socorro          | LINEAR                | Mitidika  | MPC                           |
| 183831     | 2004 BE97  | 24 jan 2004 | Socorro          | LINEAR                | —         | MPC                           |
| 183832     | 2004 BZ98  | 27 jan 2004 | Kitt Peak        | Spacewatch            | —         | MPC                           |
| 183833     | 2004 BD103 | 29 jan 2004 | Socorro          | LINEAR                | —         | MPC                           |
| 183834     | 2004 BM104 | 23 jan 2004 | Socorro          | LINEAR                | —         | MPC                           |
| 183835     | 2004 BG105 | 24 jan 2004 | Socorro          | LINEAR                | —         | MPC                           |
| 183836     | 2004 BH105 | 24 jan 2004 | Socorro          | LINEAR                | Mitidika  | MPC                           |
| 183837     | 2004 BU108 | 28 jan 2004 | Catalina         | CSS                   | —         | MPC                           |
| 183838     | 2004 BD109 | 28 jan 2004 | Kitt Peak        | Spacewatch            | —         | MPC                           |
| 183839     | 2004 BQ109 | 28 jan 2004 | Kitt Peak        | Spacewatch            | Mitidika  | MPC                           |
| 183840     | 2004 BP110 | 28 jan 2004 | Catalina         | CSS                   | —         | MPC                           |
| 183841     | 2004 BR110 | 28 jan 2004 | Catalina         | CSS                   | —         | MPC                           |
| 183842     | 2004 BS110 | 28 jan 2004 | Catalina         | CSS                   | —         | MPC                           |
| 183843     | 2004 BW112 | 27 jan 2004 | Kitt Peak        | Spacewatch            | —         | MPC                           |
| 183844     | 2004 BD113 | 27 jan 2004 | Socorro          | LINEAR                | —         | MPC                           |
| 183845     | 2004 BQ114 | 29 jan 2004 | Anderson Mesa    | LONEOS                | —         | MPC                           |
| 183846     | 2004 BZ122 | 22 jan 2004 | Mauna Kea        | R. L. Allen           | Mitidika  | MPC                           |
| 183847     | 2004 BF124 | 18 jan 2004 | Palomar          | NEAT                  | —         | MPC                           |
| 183848     | 2004 BN130 | 16 jan 2004 | Kitt Peak        | Spacewatch            | —         | MPC                           |
| 183849     | 2004 BO134 | 18 jan 2004 | Catalina         | CSS                   | —         | MPC                           |
| 183850     | 2004 BA147 | 22 jan 2004 | Socorro          | LINEAR                | —         | MPC                           |
| 183851     | 2004 BA163 | 16 jan 2004 | Palomar          | NEAT                  | —         | MPC                           |
| 183852     | 2004 BB163 | 27 jan 2004 | Catalina         | CSS                   | —         | MPC                           |
| 183853     | 2004 CC2   | 12 fev 2004 | Goodricke-Pigott | Goodricke-Pigott Obs. | —         | MPC                           |
| 183854     | 2004 CG2   | 12 fev 2004 | Desert Eagle     | W. K. Y. Yeung        | —         | MPC                           |
| 183855     | 2004 CN3   | 10 fev 2004 | Palomar          | NEAT                  | —         | MPC                           |
| 183856     | 2004 CS5   | 10 fev 2004 | Catalina         | CSS                   | —         | MPC                           |
| 183857     | 2004 CG6   | 10 fev 2004 | Palomar          | NEAT                  | —         | MPC                           |
| 183858     | 2004 CR7   | 10 fev 2004 | Catalina         | CSS                   | —         | MPC                           |
| 183859     | 2004 CM10  | 11 fev 2004 | Anderson Mesa    | LONEOS                | —         | MPC                           |
| 183860     | 2004 CW12  | 11 fev 2004 | Palomar          | NEAT                  | —         | MPC                           |
| 183861     | 2004 CG13  | 11 fev 2004 | Palomar          | NEAT                  | Mitidika  | MPC                           |
| 183862     | 2004 CB14  | 11 fev 2004 | Anderson Mesa    | LONEOS                | —         | MPC                           |
| 183863     | 2004 CE14  | 11 fev 2004 | Anderson Mesa    | LONEOS                | —         | MPC                           |
| 183864     | 2004 CN15  | 11 fev 2004 | Kitt Peak        | Spacewatch            | —         | MPC                           |
| 183865     | 2004 CN16  | 11 fev 2004 | Kitt Peak        | Spacewatch            | Mitidika  | MPC                           |
| 183866     | 2004 CP17  | 12 fev 2004 | Kitt Peak        | Spacewatch            | —         | MPC                           |
| 183867     | 2004 CP21  | 11 fev 2004 | Anderson Mesa    | LONEOS                | —         | MPC                           |
| 183868     | 2004 CL35  | 11 fev 2004 | Kitt Peak        | Spacewatch            | —         | MPC                           |
| 183869     | 2004 CP35  | 11 fev 2004 | Catalina         | CSS                   | —         | MPC                           |
| 183870     | 2004 CQ36  | 12 fev 2004 | Kitt Peak        | Spacewatch            | Mitidika  | MPC                           |
| 183871     | 2004 CO40  | 12 fev 2004 | Kitt Peak        | Spacewatch            | —         | MPC                           |
| 183872     | 2004 CT40  | 12 fev 2004 | Kitt Peak        | Spacewatch            | —         | MPC                           |
| 183873     | 2004 CN42  | 11 fev 2004 | Kitt Peak        | Spacewatch            | —         | MPC                           |
| 183874     | 2004 CR43  | 12 fev 2004 | Kitt Peak        | Spacewatch            | —         | MPC                           |
| 183875     | 2004 CK50  | 13 fev 2004 | Kitt Peak        | Spacewatch            | —         | MPC                           |
| 183876     | 2004 CU50  | 15 fev 2004 | RAS              | iTelescope Obs.       | —         | MPC                           |
| 183877     | 2004 CH51  | 13 fev 2004 | Palomar          | NEAT                  | —         | MPC                           |
| 183878     | 2004 CS53  | 11 fev 2004 | Kitt Peak        | Spacewatch            | Chloris   | MPC                           |
| 183879     | 2004 CM54  | 11 fev 2004 | Catalina         | CSS                   | —         | MPC                           |
| 183880     | 2004 CC57  | 11 fev 2004 | Palomar          | NEAT                  | Brangane  | MPC                           |
| 183881     | 2004 CV57  | 14 fev 2004 | Socorro          | LINEAR                | —         | MPC                           |
| 183882     | 2004 CV59  | 10 fev 2004 | Palomar          | NEAT                  | —         | MPC                           |
| 183883     | 2004 CK62  | 11 fev 2004 | Palomar          | NEAT                  | —         | MPC                           |
| 183884     | 2004 CW66  | 15 fev 2004 | Socorro          | LINEAR                | —         | MPC                           |
| 183885     | 2004 CW69  | 11 fev 2004 | Palomar          | NEAT                  | —         | MPC                           |
| 183886     | 2004 CX69  | 11 fev 2004 | Palomar          | NEAT                  | —         | MPC                           |
| 183887     | 2004 CQ71  | 13 fev 2004 | Palomar          | NEAT                  | —         | MPC                           |
| 183888     | 2004 CW71  | 13 fev 2004 | Palomar          | NEAT                  | —         | MPC                           |
| 183889     | 2004 CY72  | 13 fev 2004 | Kitt Peak        | Spacewatch            | —         | MPC                           |
| 183890     | 2004 CT74  | 11 fev 2004 | Kitt Peak        | Spacewatch            | —         | MPC                           |
| 183891     | 2004 CG76  | 11 fev 2004 | Palomar          | NEAT                  | —         | MPC                           |
| 183892     | 2004 CO76  | 11 fev 2004 | Kitt Peak        | Spacewatch            | —         | MPC                           |
| 183893     | 2004 CP76  | 11 fev 2004 | Palomar          | NEAT                  | —         | MPC                           |
| 183894     | 2004 CV76  | 11 fev 2004 | Palomar          | NEAT                  | —         | MPC                           |
| 183895     | 2004 CZ77  | 11 fev 2004 | Palomar          | NEAT                  | —         | MPC                           |
| 183896     | 2004 CD79  | 11 fev 2004 | Palomar          | NEAT                  | —         | MPC                           |
| 183897     | 2004 CS79  | 11 fev 2004 | Palomar          | NEAT                  | —         | MPC                           |
| 183898     | 2004 CU81  | 12 fev 2004 | Kitt Peak        | Spacewatch            | —         | MPC                           |
| 183899     | 2004 CW81  | 12 fev 2004 | Kitt Peak        | Spacewatch            | Mitidika  | MPC                           |
| 183900     | 2004 CU82  | 12 fev 2004 | Kitt Peak        | Spacewatch            | —         | MPC                           |

## 183901–184000
| Designação | Designação | Descoberta  | Descoberta    | Descobridor(es) | Categoria | Mais informações / Referência |
| Permanente | Provisória | Data        | Local         | Descobridor(es) | Categoria | Mais informações / Referência |
| ---------- | ---------- | ----------- | ------------- | --------------- | --------- | ----------------------------- |
| 183901     | 2004 CP83  | 12 fev 2004 | Kitt Peak     | Spacewatch      | —         | MPC                           |
| 183902     | 2004 CW89  | 11 fev 2004 | Palomar       | NEAT            | —         | MPC                           |
| 183903     | 2004 CX89  | 11 fev 2004 | Palomar       | NEAT            | —         | MPC                           |
| 183904     | 2004 CP90  | 12 fev 2004 | Palomar       | NEAT            | —         | MPC                           |
| 183905     | 2004 CC91  | 12 fev 2004 | Kitt Peak     | Spacewatch      | —         | MPC                           |
| 183906     | 2004 CP91  | 13 fev 2004 | Desert Eagle  | W. K. Y. Yeung  | —         | MPC                           |
| 183907     | 2004 CO93  | 11 fev 2004 | Palomar       | NEAT            | —         | MPC                           |
| 183908     | 2004 CN94  | 12 fev 2004 | Kitt Peak     | Spacewatch      | —         | MPC                           |
| 183909     | 2004 CW96  | 12 fev 2004 | Palomar       | NEAT            | —         | MPC                           |
| 183910     | 2004 CY99  | 15 fev 2004 | Catalina      | CSS             | —         | MPC                           |
| 183911     | 2004 CB100 | 15 fev 2004 | Catalina      | CSS             | —         | MPC                           |
| 183912     | 2004 CS100 | 15 fev 2004 | Catalina      | CSS             | —         | MPC                           |
| 183913     | 2004 CT100 | 15 fev 2004 | Catalina      | CSS             | —         | MPC                           |
| 183914     | 2004 CC101 | 15 fev 2004 | Catalina      | CSS             | —         | MPC                           |
| 183915     | 2004 CO103 | 12 fev 2004 | Palomar       | NEAT            | —         | MPC                           |
| 183916     | 2004 CP103 | 12 fev 2004 | Palomar       | NEAT            | —         | MPC                           |
| 183917     | 2004 CF105 | 13 fev 2004 | Kitt Peak     | Spacewatch      | —         | MPC                           |
| 183918     | 2004 CO107 | 14 fev 2004 | Kitt Peak     | Spacewatch      | —         | MPC                           |
| 183919     | 2004 CX107 | 14 fev 2004 | Kitt Peak     | Spacewatch      | —         | MPC                           |
| 183920     | 2004 CM109 | 11 fev 2004 | Socorro       | LINEAR          | —         | MPC                           |
| 183921     | 2004 CA110 | 14 fev 2004 | Palomar       | NEAT            | —         | MPC                           |
| 183922     | 2004 CQ112 | 13 fev 2004 | Anderson Mesa | LONEOS          | —         | MPC                           |
| 183923     | 2004 CS118 | 11 fev 2004 | Palomar       | NEAT            | —         | MPC                           |
| 183924     | 2004 CM122 | 12 fev 2004 | Kitt Peak     | Spacewatch      | —         | MPC                           |
| 183925     | 2004 CG123 | 12 fev 2004 | Kitt Peak     | Spacewatch      | —         | MPC                           |
| 183926     | 2004 CJ127 | 13 fev 2004 | Kitt Peak     | Spacewatch      | —         | MPC                           |
| 183927     | 2004 DP    | 16 fev 2004 | Kitt Peak     | Spacewatch      | —         | MPC                           |
| 183928     | 2004 DY1   | 17 fev 2004 | Kitt Peak     | Spacewatch      | —         | MPC                           |
| 183929     | 2004 DL2   | 16 fev 2004 | Kitt Peak     | Spacewatch      | —         | MPC                           |
| 183930     | 2004 DQ4   | 16 fev 2004 | Kitt Peak     | Spacewatch      | —         | MPC                           |
| 183931     | 2004 DR6   | 16 fev 2004 | Kitt Peak     | Spacewatch      | Mitidika  | MPC                           |
| 183932     | 2004 DT6   | 16 fev 2004 | Kitt Peak     | Spacewatch      | Chloris   | MPC                           |
| 183933     | 2004 DF9   | 17 fev 2004 | Socorro       | LINEAR          | —         | MPC                           |
| 183934     | 2004 DK11  | 16 fev 2004 | Kitt Peak     | Spacewatch      | —         | MPC                           |
| 183935     | 2004 DW19  | 17 fev 2004 | Socorro       | LINEAR          | —         | MPC                           |
| 183936     | 2004 DA22  | 17 fev 2004 | Catalina      | CSS             | —         | MPC                           |
| 183937     | 2004 DG22  | 17 fev 2004 | Catalina      | CSS             | —         | MPC                           |
| 183938     | 2004 DO25  | 16 fev 2004 | Socorro       | LINEAR          | —         | MPC                           |
| 183939     | 2004 DO27  | 16 fev 2004 | Catalina      | CSS             | —         | MPC                           |
| 183940     | 2004 DB29  | 17 fev 2004 | Kitt Peak     | Spacewatch      | —         | MPC                           |
| 183941     | 2004 DX29  | 17 fev 2004 | Socorro       | LINEAR          | —         | MPC                           |
| 183942     | 2004 DO31  | 17 fev 2004 | Socorro       | LINEAR          | —         | MPC                           |
| 183943     | 2004 DN32  | 18 fev 2004 | Kitt Peak     | Spacewatch      | —         | MPC                           |
| 183944     | 2004 DS34  | 19 fev 2004 | Socorro       | LINEAR          | —         | MPC                           |
| 183945     | 2004 DW34  | 19 fev 2004 | Socorro       | LINEAR          | —         | MPC                           |
| 183946     | 2004 DG35  | 19 fev 2004 | Socorro       | LINEAR          | Brangane  | MPC                           |
| 183947     | 2004 DD36  | 19 fev 2004 | Socorro       | LINEAR          | Ursula    | MPC                           |
| 183948     | 2004 DB40  | 17 fev 2004 | Kitt Peak     | Spacewatch      | —         | MPC                           |
| 183949     | 2004 DH40  | 18 fev 2004 | Socorro       | LINEAR          | —         | MPC                           |
| 183950     | 2004 DO40  | 22 fev 2004 | Kitt Peak     | Spacewatch      | —         | MPC                           |
| 183951     | 2004 DF43  | 23 fev 2004 | Socorro       | LINEAR          | Mitidika  | MPC                           |
| 183952     | 2004 DL44  | 25 fev 2004 | Nogales       | Tenagra II Obs. | —         | MPC                           |
| 183953     | 2004 DA47  | 19 fev 2004 | Socorro       | LINEAR          | —         | MPC                           |
| 183954     | 2004 DS47  | 19 fev 2004 | Socorro       | LINEAR          | —         | MPC                           |
| 183955     | 2004 DG50  | 22 fev 2004 | Kitt Peak     | Spacewatch      | —         | MPC                           |
| 183956     | 2004 DC52  | 24 fev 2004 | Haleakalā     | NEAT            | —         | MPC                           |
| 183957     | 2004 DK54  | 22 fev 2004 | Kitt Peak     | Spacewatch      | —         | MPC                           |
| 183958     | 2004 DG56  | 22 fev 2004 | Kitt Peak     | Spacewatch      | —         | MPC                           |
| 183959     | 2004 DT59  | 25 fev 2004 | Socorro       | LINEAR          | —         | MPC                           |
| 183960     | 2004 DL60  | 26 fev 2004 | Socorro       | LINEAR          | —         | MPC                           |
| 183961     | 2004 DM61  | 26 fev 2004 | Socorro       | LINEAR          | —         | MPC                           |
| 183962     | 2004 DM62  | 17 fev 2004 | Socorro       | LINEAR          | —         | MPC                           |
| 183963     | 2004 DJ64  | 26 fev 2004 | Kitt Peak     | M. W. Buie      | —         | MPC                           |
| 183964     | 2004 DJ71  | 26 fev 2004 | Kitt Peak     | M. W. Buie      | Juno      | MPC                           |
| 183965     | 2004 DD77  | 18 fev 2004 | Socorro       | LINEAR          | Mitidika  | MPC                           |
| 183966     | 2004 ER1   | 11 mar 2004 | Palomar       | NEAT            | —         | MPC                           |
| 183967     | 2004 EQ4   | 11 mar 2004 | Palomar       | NEAT            | —         | MPC                           |
| 183968     | 2004 EW6   | 12 mar 2004 | Palomar       | NEAT            | —         | MPC                           |
| 183969     | 2004 ES7   | 12 mar 2004 | Palomar       | NEAT            | —         | MPC                           |
| 183970     | 2004 EC8   | 13 mar 2004 | Palomar       | NEAT            | —         | MPC                           |
| 183971     | 2004 EG8   | 13 mar 2004 | Palomar       | NEAT            | —         | MPC                           |
| 183972     | 2004 EA11  | 15 mar 2004 | Desert Eagle  | W. K. Y. Yeung  | —         | MPC                           |
| 183973     | 2004 EH11  | 10 mar 2004 | Palomar       | NEAT            | —         | MPC                           |
| 183974     | 2004 EM15  | 11 mar 2004 | Palomar       | NEAT            | —         | MPC                           |
| 183975     | 2004 EX15  | 12 mar 2004 | Palomar       | NEAT            | Phocaea   | MPC                           |
| 183976     | 2004 ER19  | 14 mar 2004 | Kitt Peak     | Spacewatch      | —         | MPC                           |
| 183977     | 2004 EP28  | 15 mar 2004 | Kitt Peak     | Spacewatch      | —         | MPC                           |
| 183978     | 2004 EU28  | 15 mar 2004 | Kitt Peak     | Spacewatch      | —         | MPC                           |
| 183979     | 2004 EJ31  | 14 mar 2004 | Palomar       | NEAT            | Brangane  | MPC                           |
| 183980     | 2004 ED36  | 13 mar 2004 | Palomar       | NEAT            | —         | MPC                           |
| 183981     | 2004 EJ37  | 13 mar 2004 | Palomar       | NEAT            | —         | MPC                           |
| 183982     | 2004 EH43  | 15 mar 2004 | Kitt Peak     | Spacewatch      | —         | MPC                           |
| 183983     | 2004 EH44  | 14 mar 2004 | Kitt Peak     | Spacewatch      | —         | MPC                           |
| 183984     | 2004 EQ45  | 15 mar 2004 | Kitt Peak     | Spacewatch      | —         | MPC                           |
| 183985     | 2004 EK46  | 15 mar 2004 | Socorro       | LINEAR          | —         | MPC                           |
| 183986     | 2004 EH48  | 15 mar 2004 | Socorro       | LINEAR          | —         | MPC                           |
| 183987     | 2004 EU51  | 15 mar 2004 | Socorro       | LINEAR          | —         | MPC                           |
| 183988     | 2004 EL52  | 15 mar 2004 | Socorro       | LINEAR          | —         | MPC                           |
| 183989     | 2004 EF53  | 15 mar 2004 | Socorro       | LINEAR          | —         | MPC                           |
| 183990     | 2004 EM53  | 15 mar 2004 | Socorro       | LINEAR          | —         | MPC                           |
| 183991     | 2004 EJ54  | 12 mar 2004 | Palomar       | NEAT            | —         | MPC                           |
| 183992     | 2004 EX58  | 15 mar 2004 | Palomar       | NEAT            | —         | MPC                           |
| 183993     | 2004 EV60  | 12 mar 2004 | Palomar       | NEAT            | —         | MPC                           |
| 183994     | 2004 EF63  | 13 mar 2004 | Palomar       | NEAT            | —         | MPC                           |
| 183995     | 2004 EU63  | 13 mar 2004 | Palomar       | NEAT            | —         | MPC                           |
| 183996     | 2004 EU71  | 15 mar 2004 | Kitt Peak     | Spacewatch      | —         | MPC                           |
| 183997     | 2004 EE72  | 15 mar 2004 | Socorro       | LINEAR          | —         | MPC                           |
| 183998     | 2004 EQ74  | 13 mar 2004 | Palomar       | NEAT            | —         | MPC                           |
| 183999     | 2004 EV76  | 15 mar 2004 | Catalina      | CSS             | —         | MPC                           |
| 184000     | 2004 EB78  | 15 mar 2004 | Catalina      | CSS             | —         | MPC                           |